# Operazione Vistola-Oder
L'operazione Vistola-Oder (in russo Висло-Одерская операция, Vislo-Oderskaja operatsja, in tedesco Weichsel-Oder Operation) fu una grande offensiva strategica sferrata dall'Armata Rossa a partire dal 12 gennaio 1945, nella fase finale della seconda guerra mondiale sul fronte orientale per superare le difese tedesche apprestate sulla linea della Vistola e del Narew, ed avanzare in modo decisivo nel cuore della Germania.
Nell'agosto 1944 l'esercito tedesco aveva fermato con grande difficoltà i sovietici sulla linea della Vistola, ma non era riuscito a impedire la formazione delle pericolose teste di ponte a ovest del fiume a Sandomierz, Baranow e Magnuszew. Con l'inizio del nuovo anno, dopo aver concentrato potenti forze meccanizzate e grandi raggruppamenti di artiglieria e aviazione, l'Armata Rossa fu in grado di passare nuovamente all'attacco e avanzare in profondità fino a raggiungere la linea dell'Oder a 80 km da Berlino già nei primi giorni di febbraio. Dopo questa rapidissima e riuscita avanzata invernale delle armate corazzate dei marescialli Žukov e Konev, nei mesi successivi le forze sovietiche furono impegnate in duri e prolungati combattimenti per distruggere i raggruppamenti tedeschi rimasti isolati in Prussia Orientale e in Pomerania prima di sferrare l'attacco finale contro Berlino.
Dopo il crollo iniziale e le pesanti perdite, il comando tedesco della Wehrmacht riuscì a organizzare uno schieramento difensivo sull'Oder per coprire la capitale del Reich, e prolungare la resistenza delle truppe accerchiate che costò dure perdite ai sovietici e impedì un attacco immediato a Berlino.

## Situazione strategica sul fronte orientale

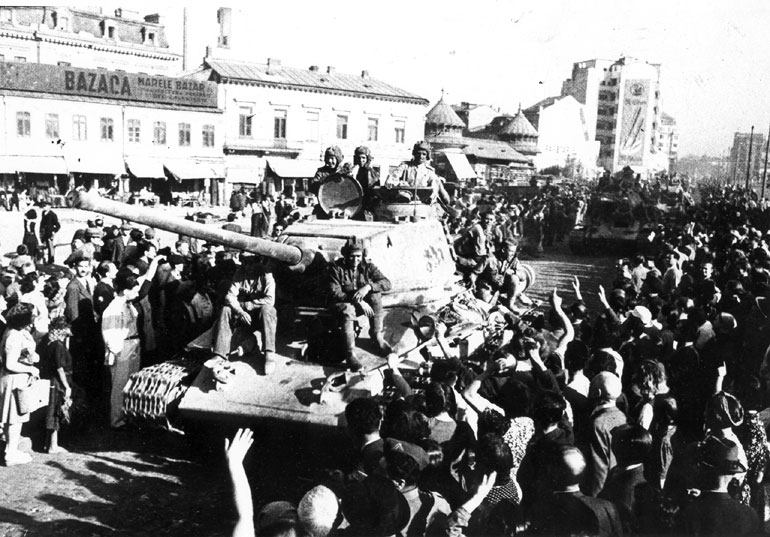
I carri armati dell'Armata Rossa entrano a Bucarest il 2 settembre 1944.

Le armate sovietiche che avevano distrutto il Gruppo d'armate Centro e occupato la Bielorussia nell'estate 1944, nel corso dell'operazione Bagration, erano state arrestate alla fine di luglio sulla linea della Vistola e del Niemen grazie all'afflusso di riserve ed all'abilità tattica del feldmaresciallo Walter Model. Tuttavia le perdite subite dalla Wehrmacht erano state molto pesanti e la situazione strategica era ormai chiaramente favorevole all'Armata Rossa che era riuscita a conquistare, nonostante lo scacco subito a est di Varsavia preziose teste di ponte sulla Vistola a Sandomierz, Magnuszew, Puławy e Baranow. Inoltre Stalin e lo Stavka sfruttarono la situazione e sferrarono in autunno una serie di offensive che dopo duri scontri portarono all'occupazione dei Paesi Baltici, all'isolamento del Gruppo d'armate Nord in Curlandia, all’occupazione dei Balcani, all'entrata delle truppe sovietiche a Bucarest, Sofia e Belgrado, all'invasione dell'Ungheria dove i tedeschi organizzarono una tenace difesa a protezione di Budapest.
Mentre l'Armata Rossa raggiungeva questi importanti successi strategici ed anche politici, entrando, dopo aver occupato i territori precedentemente conquistati dai tedeschi, nel cuore dell'Europa orientale e sud-orientale, Stalin e i suoi principali generali stavano già progettando e pianificando la nuova offensiva principale per infliggere la sconfitta decisiva al Terzo Reich. Dopo un'accurata valutazione da parte degli stati maggiori di tutti i possibili settori d'attacco, venne quindi deciso nell'ottobre 1944 di organizzare un nuovo grande concentramento di forze in Polonia per attaccare la linea della Vistola ed avanzare direttamente verso la Germania. Il terreno scoperto delle pianure polacche si prestava particolarmente a un'offensiva in massa con mezzi corazzati e quindi lo Stavka iniziò a studiare i necessari rafforzamenti di uomini e mezzi e a potenziare in modo sostanziale il sostegno logistico per un'operazione di così vaste proporzioni.
La riunione decisiva si tenne a Mosca alla presenza di Stalin il 28 e 29 ottobre 1944; il dittatore decise, su consiglio del maresciallo Georgij Žukov, di sospendere alcuni attacchi parziali in corso ed iniziare un sistematico rafforzamento e riorganizzazione delle forze; venne quindi deciso di potenziare i fronti principali coinvolti nella prevista offensiva sulla Vistola. Stalin inoltre si assunse anche il compito di coordinare personalmente le operazioni e abolì la funzione dei "rappresentanti dello Stavka", mentre nominò lo stesso maresciallo Žukov alla guida del 1° Fronte Bielorusso che avrebbe dovuto sferrare l'attacco principale verso la Germania. Il maresciallo Ivan Konev mantenne il comando del 1° Fronte Ucraino, mentre il maresciallo Konstantin Rokossovskij, amaramente deluso dalle decisioni di Stalin, si vide assegnare il comando del 2° Fronte Bielorusso con l'importante compito di attaccare in Prussia Orientale, in coordinamento con il 3° Fronte Bielorusso del generale Ivan Danilovič Černjachovskij, e contemporaneamente mantenere il contatto con il fianco destro delle armate del maresciallo Žukov durante l'avanzata. L'offensiva principale venne inizialmente programmata per il 15-20 gennaio del 1945, nel frattempo sarebbe proseguita l'offensiva in Ungheria con l'obiettivo di conquistare Budapest.

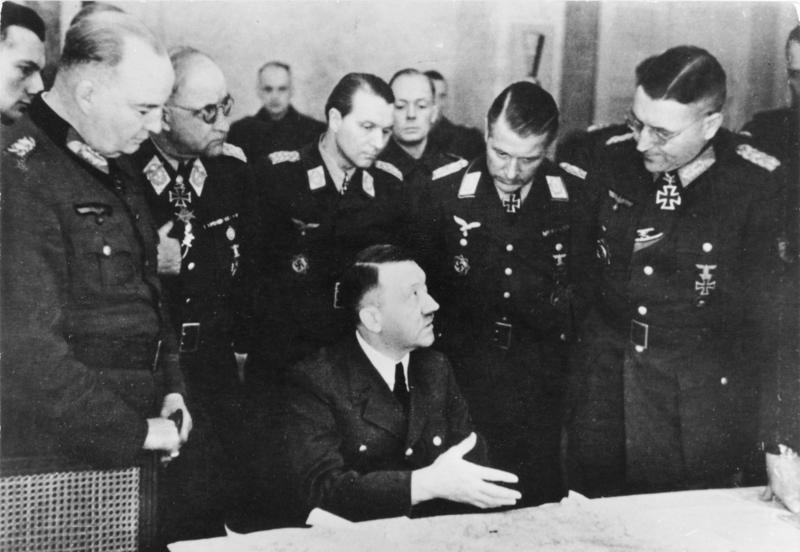
Adolf Hitler, seduto al suo quartier generale attorniato da generali, durante una conferenza militare nel 1945.

Il 1º gennaio 1945 il Terzo Reich sferrò tre offensive contemporanee: all'ovest in Alsazia (operazione Nordwind), all'est in Ungheria per sbloccare Budapest (operazione Konrad) e in aria l'operazione Bodenplatte, l'attacco aereo di sorpresa contro gli aerodromi Alleati in occidente; fin dal 16 dicembre la Wehrmacht aveva lanciato la grande offensiva delle Ardenne che aveva provocato il cedimento iniziale del fronte americano e causato problemi al generale Dwight Eisenhower. Tuttavia nonostante questa imprevista ripresa militare, opera della capacità combattiva dell'esercito tedesco ed anche della ostinazione di Adolf Hitler, deciso a combattere fino all'ultimo, la situazione globale della Germania nazista rimaneva critica. Il capo di stato maggiore dell'Oberkommando des Heeres, il generale Heinz Guderian, era molto dubbioso sull'efficacia di queste velleitarie offensive e temeva fin dal mese di dicembre un crollo del fronte orientale di fronte ai segni di un imminente attacco sovietico.
Durante una serie di riunione al quartier generale di Hitler a occidente (Adlerhost) il 24 dicembre, il 1º gennaio e il 9 gennaio, il generale aveva cercato di illustrare la carenza di mezzi e di riserve mobili disponibili sul fronte della Vistola e, basandosi anche sui rapporti dettagliati del generale Reinhard Gehlen, aveva evidenziato la necessità di rafforzare le difese in Polonia, sospendere gli attacchi in occidente ed in Ungheria, evacuare la testa di ponte di Curlandia. Hitler respinse però bruscamente tutte queste proposte, criticò i rapporti di Gehlen, ipotizzò una manovra d'inganno sovietica, e si dichiarò convinto della solidità del fronte orientale, ribadendo infine la necessità di mantenere l'iniziativa e continuare gli attacchi all'ovest ed in Ungheria, dove erano state appena trasferite le due divisioni corazzate del 4º Panzerkorps-SS del generale Herbert Otto Gille, sottratte al Gruppo d'armate Centro.

## Piani e preparativi

### L'Armata rossa

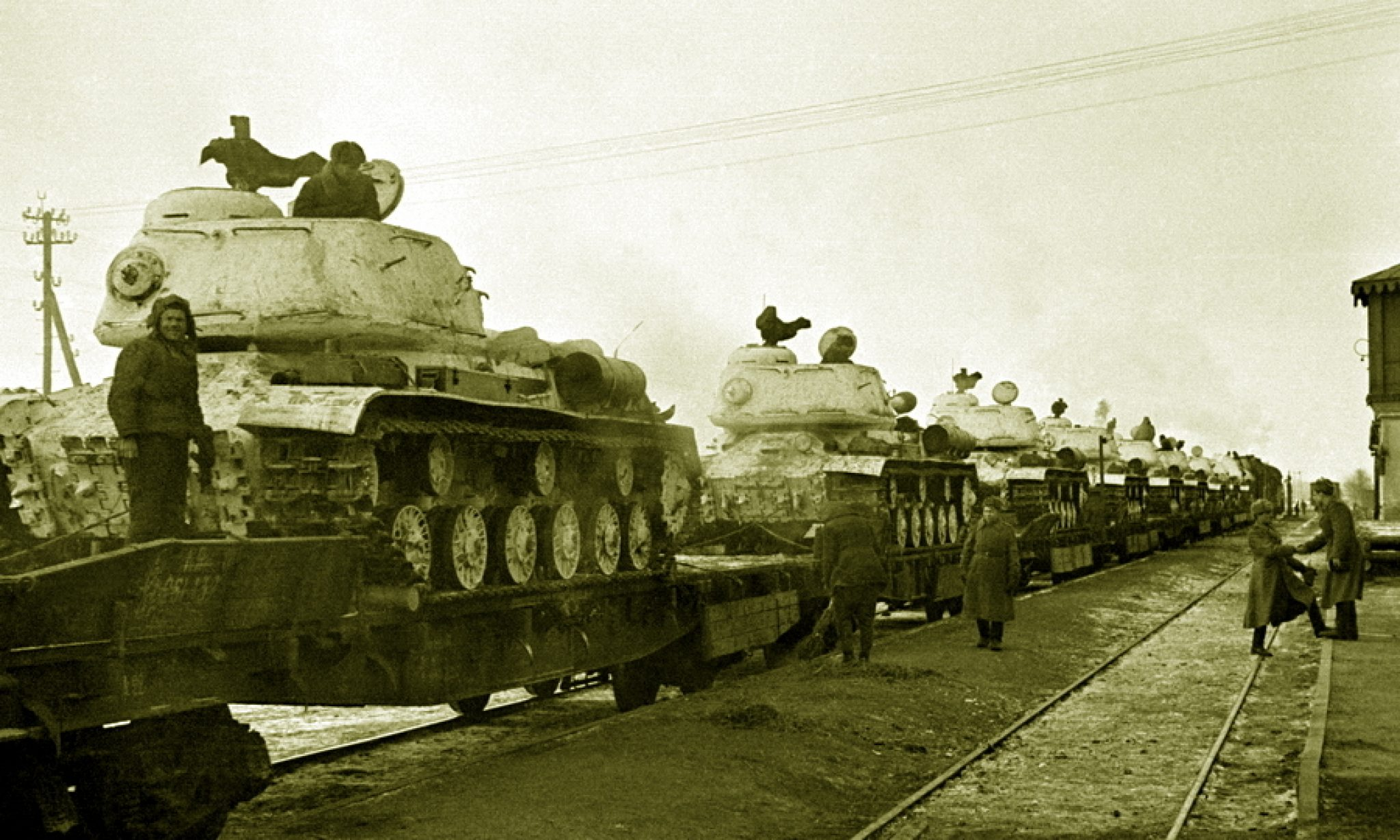
Trasporti ferroviari sovietici di carri armati pesanti in vista dell'offensiva sulla Vistola.

#### Rafforzamento delle forze sovietiche e pianificazione
L'Alto comando sovietico procedette a un massiccio rafforzamento delle armate assegnate alla offensiva decisiva sull'asse Varsavia-Berlino; il 1º Fronte Bielorusso del maresciallo Žukov ed il 1º Fronte Ucraino del maresciallo Konev ammassarono in totale 163 divisioni di fucilieri, 32143 cannoni e mortai pesanti, 6500 mezzi corazzati e 4772 aerei, con 2250000 soldati; i due fronti avrebbero avuto a disposizione un terzo di tutte le formazioni di fucilieri sovietiche e il 43% dei mezzi corazzati disponibili, con dieci armate (otto armate di fanteria e due armate corazzate), un'armata aerea e altri 4-5 corpi mobili separati per ciascun fronte. Inoltre altre quattordici armate fucilieri, un'armata corazzata, due armate aeree, sei corpi mobili, con 1670000 soldati, 28000 cannoni, 3300 mezzi corazzati e 3000 aerei sarebbero stati assegnati al 2° Fronte Bielorusso del maresciallo Rokossovskij ed al 3º Fronte Bielorusso del generale Černjachovskij per il contemporaneo attacco a tenaglia in Prussia Orientale.

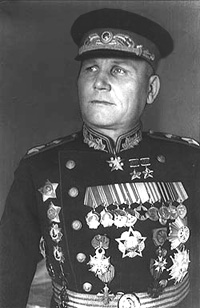
Il maresciallo Ivan Konev.

Le riunioni decisive di pianificazione si svolsero nella prima metà di novembre mentre Stalin conferì singolarmente con i comandanti dei fronti alla fine di dicembre 1944 per stabilire i dettagli operativi dell'offensiva; il maresciallo Žukov propose in questa occasione di dirigere l'attacco principale su Łódź e poi su Poznań e Stalin concordò con questo piano, mentre al maresciallo Konev venne assegnato come obiettivo principale Breslavia. Il maresciallo Konev non si sarebbe dovuto concentrare solo sull'avanzata delle sue forze corazzate verso l'Oder di Breslavia ma, con una parte delle sue forze mobili, avrebbe dovuto aggirare da nord l'importante regione industriale della Slesia e avrebbe dovuto accerchiarla e conquistarla d'assalto evitando una lotta prolungata e la distruzione degli impianti da parte tedesca. Lo stesso Stalin chiarì, durante il colloquio finale con il comandante prima dell'offensiva, l'importanza di questa missione, indicando sulla carta strategica l'area della Slesia e rivolgendo al maresciallo Konev una sola parola: Zoloto, "Oro".
Il maresciallo Žukov adottò un complesso piano combinato che prevedeva un concentramento principale nell'angusta testa di ponte di Magnuszew dove vennero ammassate l'8ª Armata della Guardia, la 5ª Armata d'assalto, la 61ª Armata e le riserve meccanizzate della 1ª Armata corazzata della Guardia, della 2ª Armata corazzata della Guardia e del 2º Corpo di cavalleria della Guardia; nella testa di ponte il maresciallo, per raggiungere un successo decisivo, concentrò il 50% dei fucilieri ed il 70% dei mezzi corazzati con una superiorità locale di 10:1 rispetto alle difese tedesche. Un secondo attacco sarebbe stato portato più a nord dalla 47ª Armata e dalla 1ª Armata polacca che avrebbero aggirato Varsavia da nord; infine il maresciallo pianificò un terzo attacco secondario dalla testa di ponte di Puławy con la 69ª Armata, la 33ª Armata e due corpi mobili. Il maresciallo Konev studiò un piano più semplice: nella grande testa di ponte di Sandomierz vennero raggruppate la 13ª Armata, la 52ª Armata, la 5ª Armata della Guardia e due corpi mobili per un attacco diretto, supportate a nord dalla 3ª Armata della Guardia ed a sud dalla 60ª Armata. Per ingannare il nemico, il maresciallo ammassò oltre 400 carri armati fittizi nel settore meridionale della testa di ponte per simulare un attacco su Cracovia; le riserve meccanizzate della 3ª Armata corazzata della Guardia e della 4ª Armata corazzata vennero invece concentrate a nord per avanzare verso nord-ovest su Kielce in coordinamento con il 1° Fronte Bielorusso.

#### Ultime decisioni di Stalin

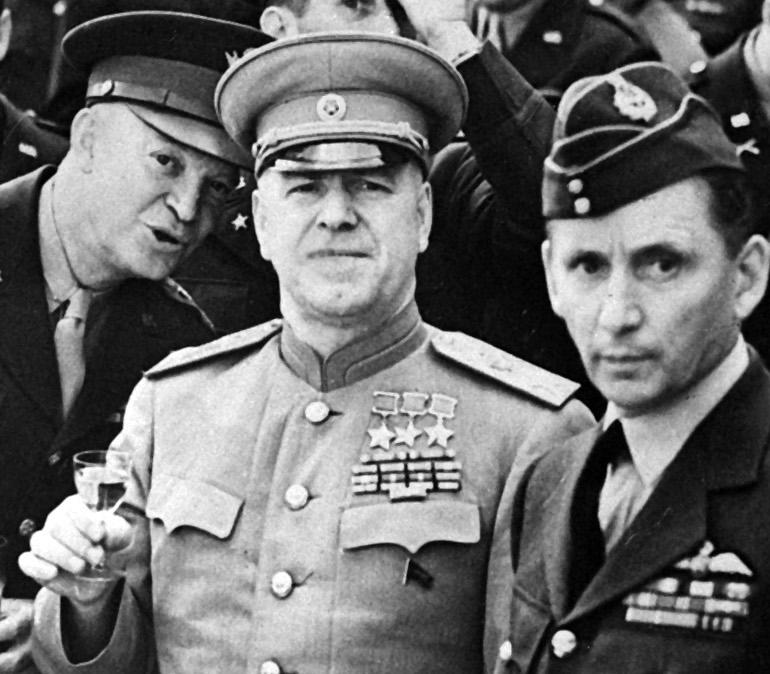
Il maresciallo Georgij Žukov, comandante del 1° Fronte Bielorusso durante l'operazione Vistola-Oder (a centro); nella foto, scattata a Berlino dopo la vittoria, si riconoscono il generale Dwight David Eisenhower e lAir Chief Marshall Arthur Tedder.

Stalin era consapevole dell'importanza dell'offensiva sulla Vistola e puntava a raggiungere e conquistare Berlino, anticipando gli Alleati occidentali e concludendo vittoriosamente nella capitale del nemico la lunga e sanguinosa guerra sul fronte orientale. Il dittatore era però anche cosciente delle difficoltà di quest'ultima campagna e si aspettava una dura resistenza nemica sulle vie di accesso alla capitale e nei territori prussiani. Al maresciallo Žukov disse esplicitamente: "Penso che sarà una dura lotta". Inoltre Stalin, sempre sospettoso, rimaneva dubbioso sulle reali intenzioni degli anglo-americani (in particolare di Winston Churchill), temeva un loro tentativo di anticipare l'avanzata sovietica su Berlino, ipotizzava tentativi tedeschi di dividere, con manovre politico-diplomatiche, la coalizione anti-hitleriana; infine prendeva anche in considerazione la possibilità che la Wehrmacht cessasse la resistenza sul fronte occidentale e concentrasse tutte le sue forze residue all'est per impedire a tutti i costi l'invasione della Germania orientale da parte dell'Armata Rossa.
Il 6 gennaio Stalin aveva ricevuto un'importante missiva del primo ministro Churchill. Dopo aver descritto la situazione sul fronte occidentale, dove era ancora in corso la battaglia delle Ardenne, definita "molto dura", e dopo aver parlato di "situazione inquietante", il politico britannico chiedeva di conoscere le intenzioni operative sovietiche, preannunciava l'arrivo a Mosca dell'Air Chief Marshall sir Arthur Tedder, vice del generale Eisenhower, per incontrare i capi politico-militari e sollecitava una "grande offensiva russa lungo la Vistola o altrove, in gennaio". Stalin rispose subito il 7 gennaio in tono straordinariamente cordiale assicurando che l'Armata Rossa avrebbe anticipato i suoi programmi e sferrato al più presto una grande offensiva in un importante settore del fronte "senza preoccuparsi delle proibitive condizioni climatiche" per alleviare la difficile situazione degli alleati occidentali sul fronte ovest. Il maresciallo Konev in effetti venne raggiunto telefonicamente dal generale Aleksej Antonov, vice capo di Stato maggiore generale, e sollecitato a iniziare la sua offensiva, prevista per il 20 gennaio, fin dal 12 gennaio, nonostante i difficili problemi logistici e di impiego di artiglieria ed aviazione a causa del tempo. Questo inizio anticipato della grande offensiva rafforzò la considerazione dei politici occidentali verso Stalin e inoltre permise ai sovietici di anticipare il possibile arrivo delle riserve tedesche all'est. Infine l'attacco, sferrato con tempo freddo e nuvole basse, fu favorito dal terreno ghiacciato, solido e asciutto che permise i rapidi movimenti delle unità corazzate dell'Armata Rossa.

### La Wehrmacht
Le forze tedesche schierate in Polonia e Prussia Orientale erano in grave inferiorità numerica e materiale di fronte alla concentrazione di forze dell'Armata Rossa; nonostante le ottimistiche assicurazioni di Hitler, il generale Guderian riteneva del tutto insufficienti le riserve mobili disponibili, scese a sole tredici divisioni corazzate o Panzergrenadier dopo la partenza per l'Ungheria del 4º Panzerkorps-SS. In totale il Gruppo d'armate Centro del generale Georg-Hans Reinhardt, incaricato di difendere la Prussia Orientale, e il Gruppo d'armate A del generale Josef Harpe, schierato sulla Vistola ed in Slesia, disponevano di 99 divisioni divise in sette armate. Il generale Reinhardt, che avrebbe subito l'attacco del 2° e 3° Fronte Bielorusso allineava, su un terreno difensivo in parte fortificato, la 4ª Armata, la 2ª Armata e la 3ª Panzerarmee con una riserva di sette divisioni meccanizzate o corazzate, mentre il generale Harpe sbarrava il pericoloso settore delle teste di ponte sulla Vistola che sarebbe stato attaccato dai marescialli Žukov e Konev, con la 9ª Armata, la 4ª Panzerarmee e la 17ª Armata, mentre più a sud era schierata la 1ª Panzerarmee. Le riserve del Gruppo d'armate A erano costituite da sole sei divisioni corazzate. In pratica il generale Harpe avrebbe dovuto affrontare l'attacco principale sovietico con soli 440000 soldati, 4100 cannoni e 800 mezzi corazzati.
A livello di alti comandi si ritenne più minacciato da possibili attacchi nemici soprattutto il settore baltico-prussiano e la regione a sud di Cracovia, mentre venne considerata meno pericolosa la situazione nelle teste di ponte sulla Vistola. Inoltre Hitler mantenne il suo scetticismo sulle possibilità offensive dell'Armata Rossa, prescrisse la difesa ad oltranza senza ripiegare ed impose di mantenere molto ravvicinate le due linee di combattimento (Großkampflinie e Hauptkampflinie) che in pratica sarebbero state bersagliate entrambe dall'artiglieria sovietica con pesanti perdite per la fanteria tedesca. Infine il Führer decise di mantenere in posizione avanzata anche le riserve operative corazzate da impiegare per eventuali contrattacchi.

## L'offensiva
(Affermazione del colonnello Iosif I. Gusakovskij, comandante della 44ª Brigata corazzata della Guardia, appartenente al 1° Fronte Bielorusso del maresciallo Žukov)

### Offensiva del maresciallo Konev

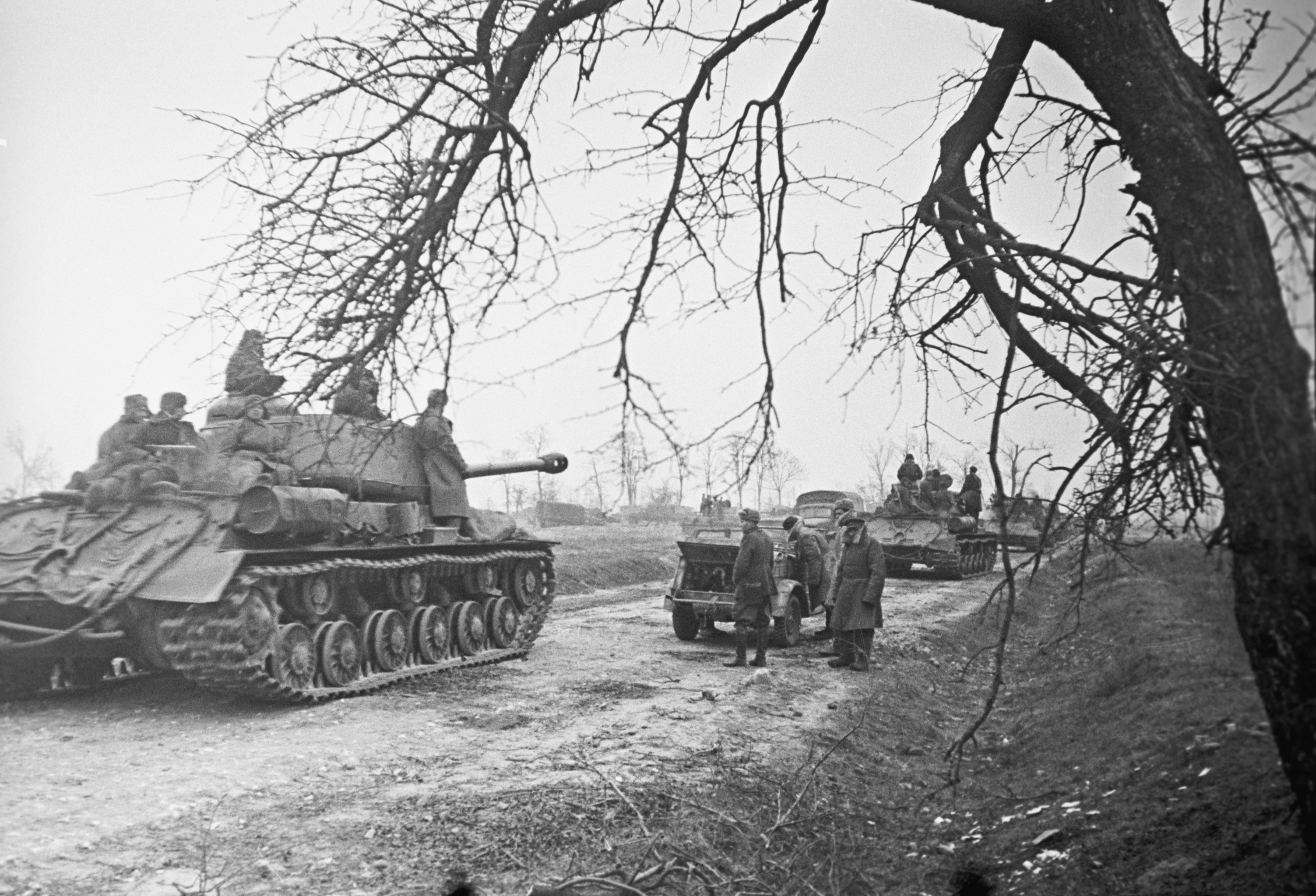
Colonna di carri pesanti sovietici del 1° Fronte Bielorusso durante l'avanzata verso l'Oder.

Il 12 gennaio, alle ore 05.00 del mattino, il maresciallo Konev diede inizio all'offensiva dalla grande testa di ponte di Sandomierz con un primo bombardamento di artiglieria di quindici minuti che venne seguito, dopo le incursioni preliminari dei battaglioni da ricognizione sovietici e dei strafbats (i battaglioni penali) nella prima e nella seconda linea tedesca, da un secondo bombardamento più potente di 107 minuti che ebbe effetti distruttivi sulle linee difensive nemiche, provocando fenomeni di sbandamento e di confusione tra le truppe della 4ª Panzerarmee del generale Fritz-Hubert Gräser. Il fuoco d'artiglieria devastò le linee del 48º Panzerkorps tedesco, costituito da tre divisioni di fanteria - 68ª, 168ª e 304ª - e da due gruppi di cacciacarri pesanti, colpì i posti di comando e inflisse danni anche alle riserve operative schierate, su ordine di Hitler, nelle immediate retrovie della linea di resistenza principale tedesca (la Hauptkampflinie). Mentre, a causa della scarsa visibilità, dovette essere annullato il previsto intervento in massa delle forze aeree sovietiche, l'artiglieria del 1° Fronte Ucraino effettuò un terzo bombardamento di quindici minuti che colse di sorpresa le linee difensive tedesche in attesa dell'attacco delle fanterie.
Alle ore 14.00, dopo l'avanzata iniziale dei plotoni d'avanguardia sovietici della 13ª Armata, della 5ª Armata della Guardia e della 52ª Armata, appoggiati dai carri di accompagnamento, passarono all'offensiva le due armate corazzate della Guardia del maresciallo Konev: la 3ª Armata corazzata della Guardia del generale Pavel Rybalko (922 mezzi corazzati) e la 4ª Armata corazzata del generale Dmitrij Leljušenko (680 carri e semoventi), che incontrarono scarsa resistenza. Fin dalle ore 12.30 il generale Puchov, comandante della 13ª Armata, incaricata dello sfondamento iniziale, aveva comunicato i favorevoli risultati raggiunti e alle ore 13.50 il maresciallo Konev diede personalmente ordine al generale Leljušenko di iniziare a muovere i suoi carri. Nonostante le pessime condizioni atmosferiche, gli equipaggi dei carri sovietici, esperti e motivati, avanzarono rapidamente, ben mimetizzati nella neve alta e preceduti da due reggimenti di carri pesanti della Guardia equipaggiati con carri armati Stalin II. Dopo mezzogiorno erano finalmente intervenuti anche gli aerei sovietici che effettuarono 460 sortite e coordinarono efficacemente i loro interventi con le forze terrestri, grazie alla presenza di controllori aerei avanzati nelle colonne dei carri.
Alla fine del giorno le armate del maresciallo Konev avevano già percorso circa 20 chilometri all'interno delle difese principali della 4. Panzerarmee; il 48º Panzerkorps era crollato, ed era stato aperto un varco di 40 km di ampiezza, dove stavano irrompendo i carri armati del generale Leljušenko che in serata raggiunsero le rive del fiume Nida, seguite dalle forze della 13ª armata del generale Puchov. Dopo aver attraversato con poche difficoltà il fiume, il generale Leljušenko fu in grado di marciare subito con la 4ª Armata corazzata verso la città di Kielce dove erano raggruppate le riserve mobili tedesche del 24º Panzerkorps (16. e 17. Panzer-Division, rinforzate dalla 20. Panzergrenadier-Division e da un battaglione di carri pesanti Tiger II, con circa 360 panzer al comando del generale Walther Nehring). Posizionate troppo vicine alla prima linee, queste formazioni di riserva erano già state indebolite dal bombardamento preliminare sovietico e dovettero intervenire affrettatamente per cercare di frenare la potente avanzata dei carri sovietici.

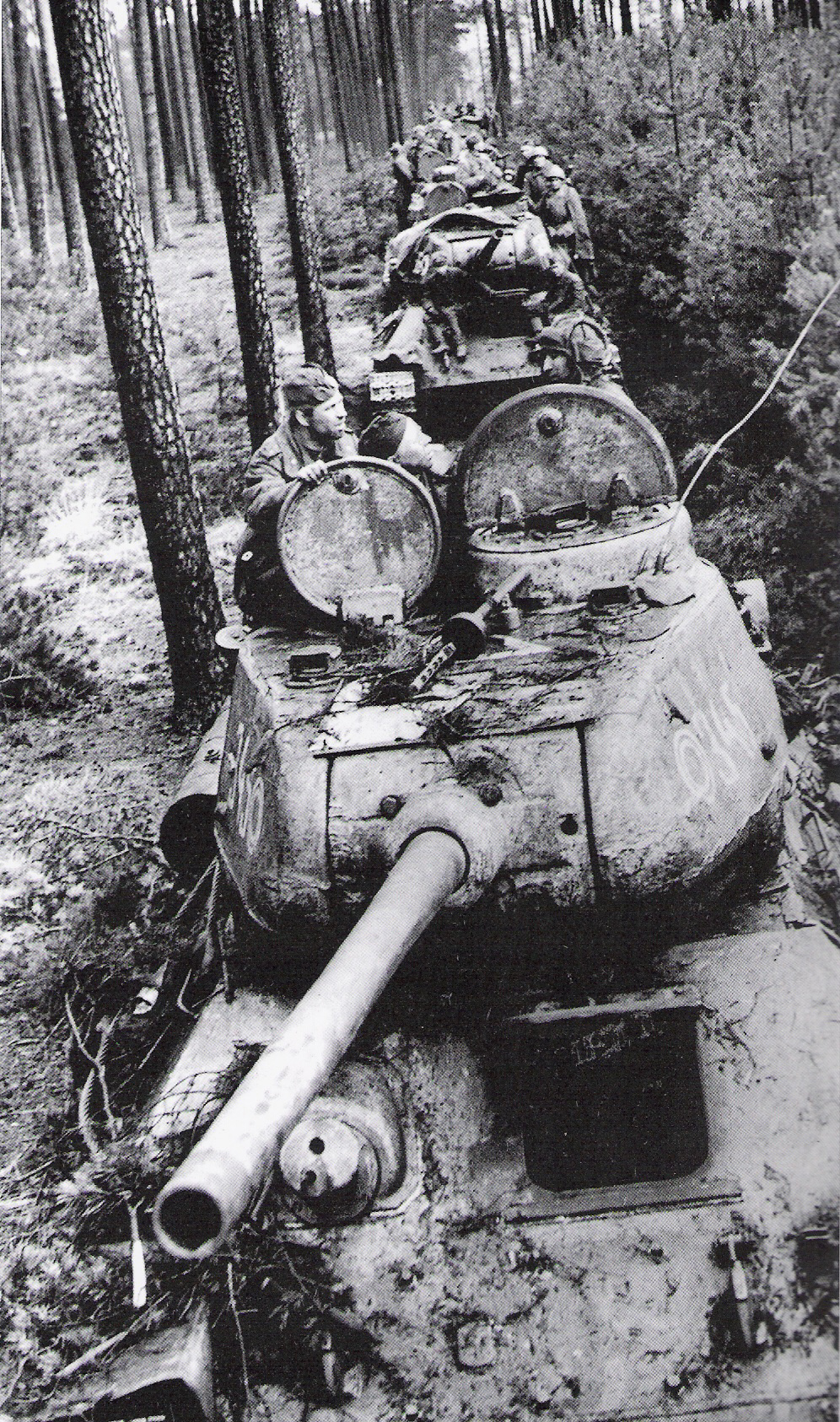
I carri armati della 3ª Armata corazzata della Guardia avanzano verso la Germania.

Il 13 e il 14 gennaio infuriarono aspri scontri di carri a sud di Kielce; mentre il 25º Corpo carri conteneva, a est della città, la 20. Panzergrenadier-Division, i due corpi meccanizzati della 4ª Armata corazzata sovietica si scontrarono frontalmente con le Panzer-Division in avvicinamento. Più potenti, dotati di molti più mezzi e guidati con efficacia dal generale Dmitrij Leljušenko (comandante esperto di guerra con mezzi corazzati) i carristi sovietici ebbero la meglio: il potente 6º Corpo meccanizzato della Guardia sopraffece la 16. Panzer-Division e continuò ugualmente ad avanzare, il battaglione di carri Tiger subì un'imboscata di carri pesanti Stalin II, mentre il 10º Corpo carri della Guardia affrontò e respinse la 17. Panzer-Division. I tedeschi persero oltre 180 carri armati e dovettero ripiegare rapidamente per evitare di essere accerchiati, riducendosi a una "sacca mobile" in ritirata verso ovest in mezzo alla colonne meccanizzate sovietiche in marcia verso l'Oder. Kielce, completamente tagliata fuori dall'avanzata delle colonne corazzate sovietiche verso ovest, venne conquistata il 15 gennaio dalla fanteria sovietica, dopo duri scontri con la guarnigione tedesca, e il maresciallo Konev poté quindi, dopo la cattura di questo centro strategico che copriva il suo fianco destro, procedere in avanti in campo aperto con le sue forze mobili senza incontrare una resistenza ordinata da parte nemica.
Mentre la 4ª Armata corazzata e la 13ª Armata impegnavano e sconfiggevano le riserve mobili tedesche nell'area di Kielce, la 3ª Armata corazzata della Guardia del generale Pavel Rybalko, la 5ª Armata della Guardia del generale Žadov e la 52ª Armata del generale Koroteev entrarono a loro volta in azione sul fianco sinistro e, dopo aver respinto contrattacchi nemici a Chmielnik, avanzarono verso ovest. L'armata corazzata del generale Rybalko attraversò sia il Nida che la Pilica entro il 15 gennaio e marciò subito con gli elementi di punta della 54ª Brigata corazzata della Guardia del 7º Corpo carri della Guardia verso Częstochowa. Inoltre il maresciallo Konev ampliò ancora il fronte dell'attacco e fece intervenire le sue armate di sinistra, la 60ª Armata del generale Kurockin e la 59ª Armata del generale Korovnikov, che, rafforzate dal 4º Corpo carri della Guardia del generale Pavel Polubojarov marciarono in direzione di Cracovia, la capitale del Governatorato Generale.
La marcia della 4ª Armata corazzata e la 13ª Armata a ovest di Kielce, e l'avanzata della 3ª Armata corazzata e della 5ª Armata della Guardia in direzione di Częstochowa, misero in grave pericolo di accerchiamento il 42º Corpo d'armata tedesco che quindi iniziò a ripiegare: il movimento degenerò in rotta, i reparti furono disgregati dai carri sovietici, il posto di comando fu travolto e il comandante, generale Recknagel venne catturato da partigiani polacchi. Dopo il crollo delle difese sulla Vistola della 4. Panzerarmee, finalmente il comando tedesco diede ordine di ritirata alle sue forze concentrate a sud nell'area della Wisłoka che il 16 gennaio abbandonarono le posizioni inseguiti dalla 38ª Armata del generale Moskalenko (parte del 4° Fronte Ucraino del generale Petrov) e dalla 21ª del generale Gusev. La manovra ebbe successo e questi reparti tedeschi ripiegarono a sud di Cracovia nell'area di Myślenice.
Il 17 gennaio le armate del 1° Fronte Ucraino del maresciallo Konev completarono la manovra su Częstochowa e liberarono la città; sostenuti dai reparti della 5ª Armata della Guardia e della 52ª Armata, i corpi corazzati del generale Rybalko irruppero dentro l'abitato che venne raggiunto per prima dalla 54ª Brigata corazzata della Guardia del maggiore S. V. Chorjakov. Il 19 gennaio si concluse invece l'accerchiamento e la conquista di Cracovia, abbandonata senza combattere dalle forze tedesche per evitare di rimanere tagliate fuori. La 59ª Armata aggirò la città da nord e nord-ovest per occupare i ponti sulla Vistola, mentre il maresciallo Konev spinse la 60ª Armata a sud e sud-est della città ed ordinò al 4º Corpo corazzato della Guardia di aggirare Cracovia da ovest. In una settimana il maresciallo aveva concluso con una schiacciante vittoria la battaglia per la Piccola Polonia: i bastioni di Kielce e Cracovia erano stati conquistati, le difese della 4. Panzerarmee erano crollate, le riserve tedesche erano in ritirata, la 17ª Armata del generale Friedrich Schulz stava ripiegando verso sud-ovest. La via dell'Oder era aperta per le armate corazzate della Guardia del 1° Fronte Ucraino e la regione industriale della Slesia era minacciata da nord e da est.

### Offensiva del maresciallo Žukov
Il 14 gennaio il 1° Fronte Bielorusso del maresciallo Žukov passò all'attacco contro le posizioni della 9ª Armata tedesca del generale Smilo von Lüttwitz a sud di Varsavia; l'offensiva principale venne sferrata partendo dalla testa di ponte di Magnuszew da parte dell'8ª Armata della Guardia del generale Vasilij Čujkov (la vecchia 62ª Armata veterana di Stalingrado), dalla 5ª Armata d'assalto del generale Berzarin e dalla 61ª Armata del generale Belov. Avendo ammassato in questo settore ristretto oltre il 50% dei suoi fucilieri, e il 70% dell'artiglieria e delle unità corazzate, il maresciallo Žukov disponeva di una schiacciante superiorità di uomini e mezzi, e l'attacco ottenne subito risultati decisivi. Preceduti da un fuoco d'artiglieria di 25 minuti, i reparti esploranti di fucilieri (22 battaglioni rinforzati e 25 compagnie) riuscirono a sfondare alle ore 10.00 le deboli difese tedesche, il maresciallo decise quindi di rinunciare al secondo sbarramento originariamente previsto, e prima di sera le unità sovietiche erano già 12 chilometri all'interno della posizione principale tedesca, dopo aver distrutto due divisioni di fanteria nemiche. La situazione ebbe un'evoluzione ancor più favorevole grazie al riuscito attacco di sorpresa del 26º Corpo fucilieri della Guardia (appartenente alla 5ª Armata d'assalto) che conquistò un ponte sul fiume Pilica a Warka e permise di far entrare in azione in anticipo i corpi corazzati e meccanizzati della 2ª Armata corazzata della Guardia del generale Semën Bogdanov, dotata di 873 mezzi corazzati. La brigata corazzata di testa della 2ª Armata corazzata della Guardia, la 47ª Brigata corazzata della Guardia (appartenente al 9º Corpo carri della Guardia) avanzò rapidamente verso l'importante centro di Sochaczew a ovest di Varsavia e superò ogni resistenza disperdendo i reparti tedeschi in fuga.

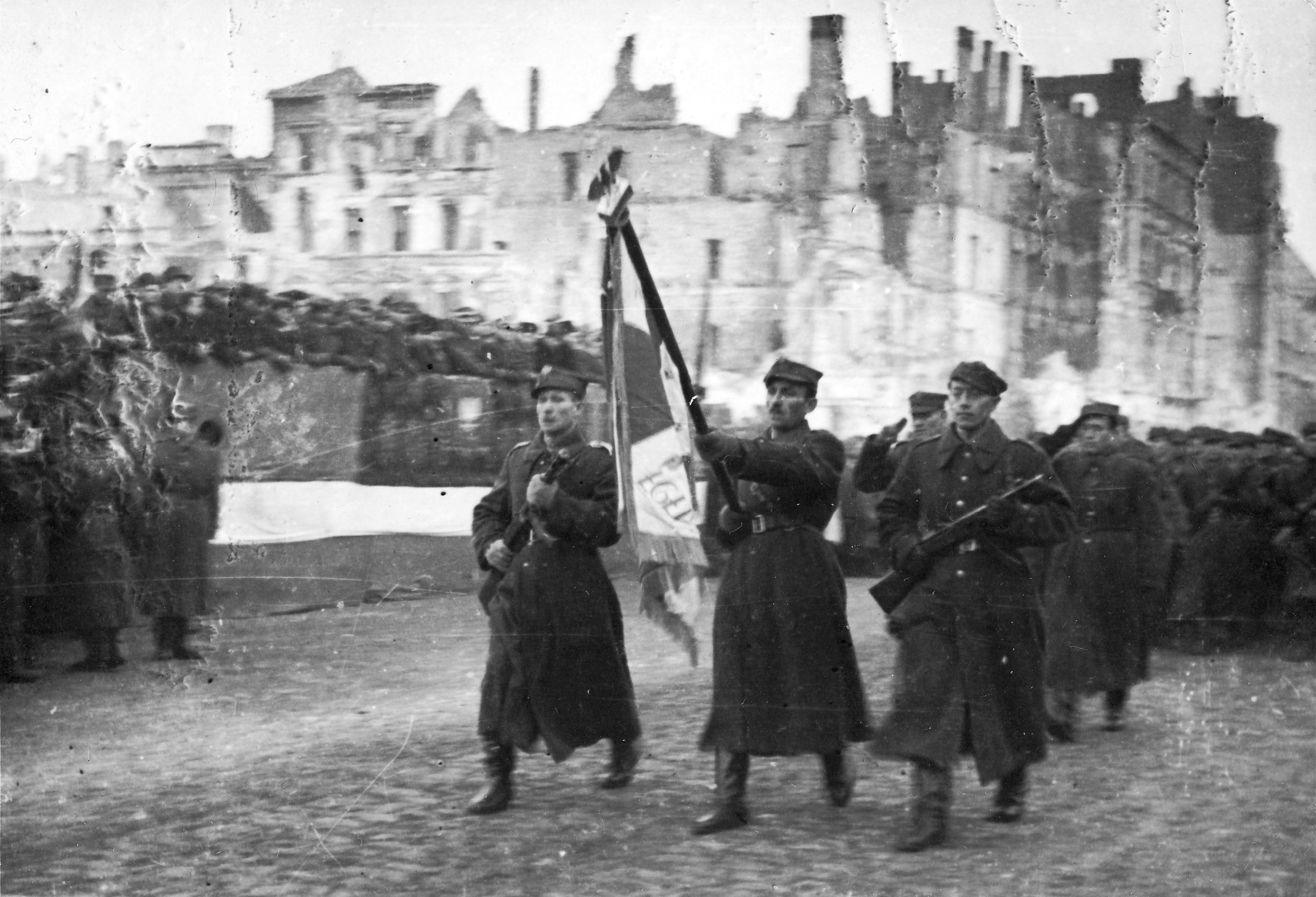
Sfilata delle truppe polacche della 1ª Armata nelle rovine di Varsavia

Anche l'attacco secondario dalla testa di ponte di Puławy ebbe successo: la 69ª Armata del generale Kolpakči e la 33ª Armata del generale Zvetaev avanzarono di 22 chilometri entro il primo giorno e sconfissero due divisioni di fanteria tedesche; i due corpi mobili assegnati a questo settore entrarono in azione alle ore 14:00, l'11º Corpo carri marciò in direzione di Radom e, insieme al 9º Corpo carri, aggirò le forze tedesche del 56º Panzerkorps. Infine il 15 gennaio ebbe inizio, con un bombardamento d'artiglieria di 55 minuti, la manovra di accerchiamento di Varsavia; a nord della città attaccò oltre la Vistola la 47ª Armata del generale Perchorovič, mentre a sud, a partire dall'area di sfondamento nella testa di ponte di Magnuszew, avanzò la 1ª Armata polacca del generale Poplavski, sostenuta da una parte della 61ª Armata, dalla 2ª Armata corazzata della Guardia in marcia su Sochaczew e dal 2º Corpo di cavalleria della Guardia. La 47ª, la 61ª e la 2ª Armata corazzata della Guardia operarono una riuscita manovra a tenaglia nel saliente naturale determinato dalla confluenza del Pilica nella Vistola (che piega bruscamente a sinistra a nord della capitale polacca), minacciando di accerchiare la guarnigione tedesca di Varsavia.
Nel frattempo stavano crollando le difese tedesche sul Pilica, attaccate, dopo un nuovo sbarramento d'artiglieria di 40 minuti, dalla 5ª Armata d'assalto e dalla 8ª Armata della Guardia; le unità corazzate del maresciallo Žukov si lanciarono nella breccia, puntando verso occidente: la 1ª Armata corazzata della Guardia dell'esperto generale Michail Katukov (equipaggiata con 752 mezzi corazzati), in particolare, riuscì ad effettuare uno sfondamento in profondità, superò a guado il Pilica, in parte ghiacciato, e puntò subito in direzione di Łódź. I carri armati di punta del colonnello I. I. Gusakovskij, la 44ª Brigata corazzata della Guardia dell'11º Corpo carri della Guardia del generale A. K. Babajanian, sollecitati dal maresciallo Žukov a passare il fiume a tutti i costi, attraversarono il Pilica direttamente, spostandosi nel letto del fiume e frantumando il ghiaccio.
Il 15 gennaio il 40º Panzerkorps del generale Sigfried Heinrich (19. e 25. Panzer-Division) tentò di fermare l'avanzata sovietica, ma, contrattaccando in modo scoordinato su direttrici divergenti, il tentativo si concluse con un fallimento: la 19. Panzer-Division venne respinta con perdite dal fuoco controcarro dei reparti della 69ª Armata e della 8ª Armata della Guardia, mentre la 25. Panzer-Division incappò nella 5ª Armata d'assalto e non fece progressi. Il maresciallo Žukov accelerò il passaggio delle sue brigate corazzate oltre la Pilica per affrontare le riserve tedesche, quindi il 16 gennaio i panzer tedeschi sferrarono una serie di attacchi contro la pericolosa testa di ponte sul Pilica costituita dalla 44ª Brigata corazzata della Guardia, ma il colonnello Gusakovskij, rafforzato dall'arrivo di un'altra formazione dell'11º Corpo carri della Guardia, la 45ª Brigata corazzata della Guardia, respinse tutti i tentativi e inflisse pesanti perdite ai reparti meccanizzati nemici della 25. Panzer-Division. I corpi corazzati sovietici dei generali Bogdanov e Katukov, dopo aver respinto questi disperati contrattacchi, poterono quindi riprendere la loro avanzata in profondità; Sochaczew venne raggiunta e conquistata il 17 gennaio, dopo una marcia di 90 chilometri in 24 ore, dal 9º Corpo carri della Guardia, tagliando la via di ritirata alle forze tedesche a Varsavia.
Nello stesso giorno cadde Varsavia; minacciata da nord dall'avanzata della 47ª Armata e da sud dalla marcia della 61ª Armata, la guarnigione tedesca iniziò affrettatamente la ritirata, nonostante gli ordini di Hitler di trasformare le rovine della capitale polacca in una fortezza inespugnabile. I tedeschi si ritirarono a partire dalla notte del 17 gennaio dopo aver incendiato e distrutto gli ultimi resti della città; la liberazione di Varsavia fu affidata dal 1° Fronte Bielorusso alle truppe polacche della 1ª Armata e, mentre la 6ª Divisione attraversava la Vistola vicino al sobborgo di Praga, la 2ª Divisione polacca entrò nella città da nord e respinse le ultime retroguardie tedesche. A mezzogiorno del 17 gennaio Varsavia fu completamente liberata.

### Reazioni e tentativi di resistenza tedeschi
Il 13 gennaio Hitler, sempre stabilito nel suo Quartier generale di Adlerhost, vicino a Gießen, decise, dopo aver appreso le prime notizie dell'offensiva sovietica sulla Vistola, un primo trasferimento di due divisioni fanteria provenienti dal fronte occidentale. Il giorno seguente, allarmato dalle notizie provenienti dal Gruppo d'armate A, ordinò al Gruppo d'armate Centro, anch'esso sottoposto agli attacchi del 2º e 3º Fronte Bielorusso, di trasferire subito a sud il Panzerkorps "Großdeutschland" del generale Dietrich von Saucken, costituito dalla Panzergrenadier-Division Brandeburg e dalla Panzer-Division Hermann Göring, per rafforzare il settore di Kielce e contrattaccare sul fianco le armate corazzate sovietiche in avanzata. Il 15 gennaio il Führer decise anche il trasferimento dalla 20. Panzer-Division e della 8. Panzer-Division, appartenenti al Gruppo d'armate Sud, a nord per rafforzare la 17ª Armata e difendere la Slesia.

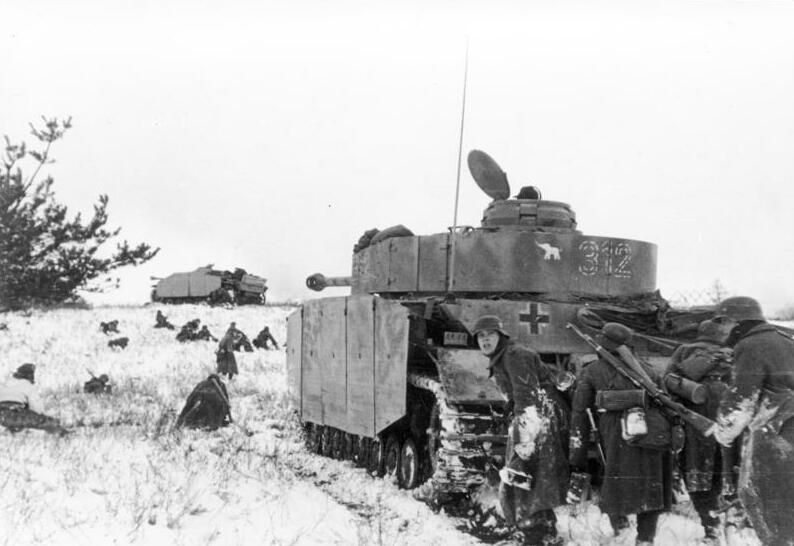
Carri armati e granatieri tedeschi in azione sul fronte orientale.

Il secondo e il terzo giorno dell'offensiva sovietica, il generale Guderian, estremamente preoccupato dalla situazione, inviò dal suo Quartier generale di Zossen comunicazioni allarmate a Hitler, richiedendo l'invio di massicci rinforzi dal fronte occidentale per evitare una catastrofe sulla Vistola e sostenendo la necessità di sospendere le inutili operazioni offensive in corso in Alsazia e in Ungheria. Hitler, che la notte del 15 gennaio, fece ritorno a Berlino per stabilirsi nel bunker sotterraneo dove sarebbe rimasto fino al suo suicidio il 30 aprile 1945, rifiutò le proposte del generale Guderian e riaffermò la necessità di mantenere l'iniziativa; infine, dopo nuove notizie sempre più negative, il Führer decise finalmente di sospendere le offensive all'ovest e di trasferire l'intera 6ª Panzerarmee-SS del generale Josef Dietrich (con quattro Panzer-Division-SS) dal fronte delle Ardenne verso est. Ma il generale Guderian apprese con sorpresa che queste forze mobili sarebbero state dirette non in Polonia per cercare di bloccare l'offensiva sovietica, ma in Ungheria per una nuova offensiva strategica in questo settore. Inutilmente il generale Guderian protestò contro questa decisione e fece notare che a causa delle difficoltà di trasporto ferroviario un trasferimento fino al Danubio avrebbe richiesto molte settimane cruciali.
Il 16 gennaio Hitler destituì il generale Josef Harpe e nominò al comando del Gruppo d'armate A il combattivo generale Ferdinand Schörner, trasferito dal Gruppo d'armate Nord, che era isolato in Curlandia, dove venne sostituito dal generale Lothar Rendulic; contando sull'intervento del Panzerkorps "Großdeutschland", Hitler sperava ancora di fermare l'avanzata sovietica e ordinò al generale Schörner di resistere ad oltranza. La notizia della caduta di Varsavia il 17 gennaio, ceduta senza combattere nonostante gli ordini, scatenò la collera del Führer che destituì vari comandanti, sostituì il generale von Lüttwitz con il generale Theodor Busse al comando della 9ª Armata e fece arrestare dalla Gestapo alcuni ufficiali dello stato maggiore generale. Anche la richiesta del generale Guderian di evacuare il Gruppo d'armate Nord dalla Curlandia per rinforzare le difese del Reich venne bruscamente respinta da Hitler.
Il precipitoso trasferimento delle due divisioni meccanizzate del Panzerkorps "Großdeutschland" si rivelò un grave errore: queste formazioni ancora pienamente efficienti, ritirate dal fronte della Prussia orientale, vennero dirottate per ferrovia a sud, ma caddero in mezzo alle colonne di carri sovietici in avanzata verso Łódź del maresciallo Žukov e non solo non poterono intervenire in tempo per difendere Kielce (caduta già il 15 gennaio), ma dovettero battere a loro volta in ritirata per evitare la distruzione. Inoltre la mancanza di queste unità di riserva indebolì lo schieramento del Gruppo d'armate Centro e favorì lo sfondamento del maresciallo Konstantin Rokossovskij in Prussia orientale.
Con una situazione militare sempre più critica e con condizioni meteorologiche estreme e forti nevicate, ebbero anche inizio i primi movimenti di evacuazione della popolazione civile tedesca dai territori minacciati dall'avanzata dell'Armata Rossa. Nonostante le rassicurazioni del viceministro della Propaganda Alfred Naumann che, durante una riunione a Posen il 15 gennaio con i dirigenti tedeschi delle regioni annesse del Warthegau aveva ancora assicurato sulla solidità delle difese della Vistola e promesso una nuova marcia vittoriosa verso est, l'improvviso arrivo dei carri armati russi e le notizie catastrofiche provocarono il panico. La popolazione civile, timorosa di terribili vendette da parte delle truppe sovietiche e impressionata dalle previsioni apocalittiche della propaganda tedesca sul futuro della Germania in caso di sconfitta, abbandonò nella confusione e nella disorganizzazione le abitazioni per marciare, a piedi o con modesti carri trainati da cavalli, verso ovest.

### Attacco sovietico in Prussia orientale
Il 13 e 14 gennaio anche il 2° Fronte Bielorusso del maresciallo Konstantin Rokossovskij e il 3° Fronte Bielorusso del generale Ivan Černjachovskij erano passati all'attacco in Prussia Orientale contro le solide postazioni difensive del Gruppo d'armate Centro del generale Georg-Hans Reinhardt. Le difese tedesche sfruttavano le caratteristiche del terreno paludoso e solcato da numerosi corsi d'acqua, si appoggiavano alle vecchie fortificazioni dell'epoca prussiano-imperiale e disponevano di cospicue riserve meccanizzate, tra cui le tre divisioni corazzate del Panzerkorps "Großdeutschland". Inoltre le truppe tedesche impegnate a difendere il suolo nazionale, diedero prova di combattività e di tenacia, mettendo in difficoltà, come pronosticato dallo stesso Stalin, l'offensiva sovietica.
Il generale Černjachovskij attaccò il 13 gennaio con quattro armate in prima linea, supportate da due corpi corazzati, e con la 11ª Armata della Guardia di rincalzo per lo sfruttamento del successo, ma l'offensiva, diretta verso Insterberg e Königsberg alla congiunzione tra 4ª Armata tedesca e 3ª Panzerarmee, si trasformò in una lenta e costosa avanzata all'interno del sistema fortificato nemico. Le linee principali tedesche cedettero il 18 gennaio, ma i tedeschi continuarono a ripiegare con ordine verso le difese esterne della capitale prussiana e verso la fortezza di Heilsberg.
Anche il 2° Fronte Bielorusso del maresciallo Rokossovskij, di fronte alla difficile missione di attaccare le difese della Prussia Orientale da sud, ebbe notevoli difficoltà iniziali: le cinque armate di fucilieri incaricate, con il rinforzo di tre corpi mobili, di effettuare lo sfondamento sul Narew verso Mława e Malbork, vennero ritardate dalle difese tedesche e contrattaccate il primo giorno dalla potente Panzergrenadier-Division "Großdeutschland"; la 3ª Armata sovietica del generale Gorbatov dovette combattere duramente per respingere i continui attacchi dei mezzi corazzati tedeschi. La situazione sovietica migliorò il 16 gennaio: le riserve tedesche si indebilirono per la partenza verso la Vistola delle altre due divisioni del Panzerkorps "Großdeutschland" ("Hermann Göring" e "Brandenburg") e l'intervento a sostegno degli altri corpi corazzati della 5ª Armata corazzata della Guardia del generale Vasilij Vol'skij permise di effettuare lo sfondamento in direzione di Marienburg.
Nei giorni seguenti le armate del 2° e 3° Fronte Bielorusso continuarono ad avanzare a costo di gravi perdite a causa della strenua resistenza delle forze tedesche del Gruppo d'armate Centro; il 19 gennaio cadde Tannenberg, mentre solo il 27 gennaio i carri armati del generale Vol'skij raggiunsero la costa baltica a Elbląg isolando la 4ª Armata e la 3ª Panzerarmee in Prussia Orientale. In realtà la fase più dura dei combattimenti in questa regione doveva ancora cominciare; i tedeschi avrebbero organizzato un nuovo perimetro fortificato e tentato di contrattaccare verso ovest per riprendere contatto in Pomerania con le forze principali, mettendo in difficoltà i sovietici e complicando il compito del maresciallo Rokossovskij.

### Avanzata dell'Armata Rossa fino all'Oder
Il 17 gennaio Stalin e lo Stavka diramarono le nuove direttive operative ai loro comandanti sul campo; nonostante le notizie molto favorevoli e i segni di un crollo nemico, l'alto comando sovietico emise disposizioni prudenti e improntate alla cautela. Il maresciallo Konev avrebbe dovuto marciare su Breslavia e raggiungere l'Oder entro il 30 gennaio, mentre con le sue armate del fianco sinistro avrebbe dovuto aggirare il bacino carbonifero di Dąbrowa; al maresciallo Žukov invece venne assegnato l'obiettivo di raggiungere Poznań e di stabilirsi sulla linea Poznań-Bydgoszcz entro il 2-4 febbraio.
In realtà la situazione era molto più favorevole e i marescialli Žukov e Konev erano in anticipo rispetto a questa tabella di marcia. Le difese tedesche del Gruppo d'armate A erano in disfacimento, i superstiti reparti di fanteria ripiegavano a piedi nella confusione, le riserve corazzate del 24º Panzerkorps del generale Nehring si ritiravano verso ovest in una "sacca mobile" circondata dalle unità corazzate sovietiche, mentre le divisioni del Panzerkorps "Großdeutschland" del generale von Saucken, in trasferimento per ferrovia dalla Prussia orientale, entrarono in azione disordinatamente e rischiarono immediatamente di essere isolate e distrutte. I primi convogli ferroviari furono fermati a Łódź il 16 gennaio e si trovarono subito alle prese con le avanguardie corazzate nemiche; alcuni reparti della "Hermann Göring" entrarono in combattimento contro l'11º Corpo corazzato e unità della 8ª Armata della Guardia, mentre nei giorni seguenti altri convogli del Panzerkorps "Großdeutschland" vennero attaccati e dispersi dai corpi corazzati della 2ª Armata corazzata della Guardia del generale Bogdanov a nord di Łódź.

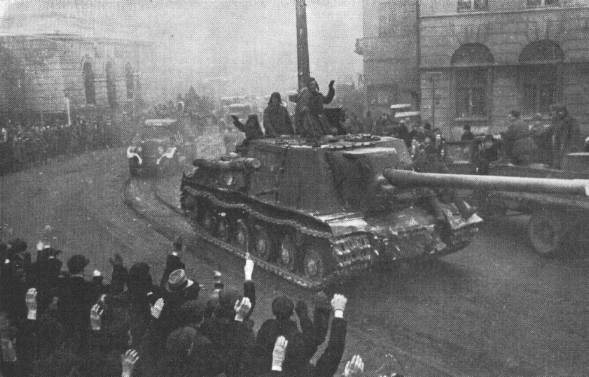
Colonna di cannoni semoventi sovietici ISU-122 entra a Łódź nel corso dell'offensiva Vistola-Oder.

Solo una parte della "Hermann Göring" e della "Brandenburg" riuscì a schierarsi a sud di Łódź e a organizzare, insieme ai resti del 40º Panzerkorps un precario schieramento difensivo per proteggere la ritirata di alcuni reparti tedeschi e favorire la salvezza del 24º Panzerkorps del generale Nehring. Il 22 gennaio la "sacca mobile" del generale Nehring prese fortunosamente contatto con i reparti del Panzerkorps "Großdeutschland" a Sieradz, sul fiume Warta e nei giorni successivi le due "sacche mobili" dei generali von Saucken e Nehring ripiegarono precipitosamente verso l'Oder, sempre minacciate di distruzione dalle colonne corazzate sovietiche che le circondavano.
Fin dal 20 gennaio lo sfondamento completo del fronte tedesco sulla Vistola era ormai un fatto compiuto; un varco di 350 chilometri si apriva nelle linee tedesche e le armate corazzate della Guardia dei marescialli Žukov e Konev avanzavano rapidamente verso ovest, incontrando sporadica resistenza, attaccando e superando le colonne a piedi in rotta dei reparti di fanteria tedeschi. I carri della 1ª Armata corazzata della Guardia del generale Katukov (guidati dalla 44ª Brigata corazzata della Guardia del colonnello Gusakovskij) avanzarono alla massima velocità anche durante le ore notturne, sorprendendo e disperdendo i reparti di retrovia tedeschi; nonostante la stanchezza, gli equipaggi sovietici dei carri armati continuarono ad avanzare, fortemente motivati dai segni di dissoluzione della resistenza nemica. I mezzi corazzati sovietici si dimostrarono in grado di superare le difficoltà del terreno e le capacità dei meccanici permisero di risolvere le avarie tecniche e continuare la marcia anche in assenza del sostegno dei reparti logistici rimasti molto più indietro; anche gli aerei d'attacco al suolo IL-2 Sturmovik diedero il loro contributo appoggiando l'avanzata delle unità meccanizzate. Le quattro armate corazzate sovietiche erano infatti in azione quasi isolate, circa 60-90 chilometri più avanti dei reparti di fucilieri e delle unità logistiche; necessitando questi reparti mobili di 750 tonnellate di carburante al giorno, le difficoltà di rifornimento furono notevoli e vennero superate grazie alle grandi riserve preparate nelle retrovie, all'organizzazione di convogli speciali di trasporto motorizzato di munizioni con colonne di circa 600 autocarri ciascuna per tre delle quattro armate corazzate, sfruttando le risorse locali e impadronendosi dei depositi tedeschi che permise di utilizzare, dopo accurati controlli e prove di laboratorio, il carburante catturato al nemico.
In questa fase mostrò grande capacità offensiva, oltre alle armate corazzate sovietiche, anche l'8ª Armata delle guardie, in marcia a stretto contatto con la 1ª Armata corazzata delle guardie ; furono proprio i reparti del generale Čujkov che il 19 gennaio occuparono di sorpresa Łódź. Il generale, in mancanza di ordini superiori, decise d'iniziativa di attaccare l'importante città, completamente priva di difese organizzate e dove non vi erano segni di allarme. L'attacco ebbe pieno successo, Łódź venne liberata intatta in collaborazione con unità corazzate e i tedeschi si ritirarono verso sud-ovest anche se l'8ª Armata delle guardie rischiò di essere attaccata per errore dai reparti aerei sovietici, totalmente ignari della posizione raggiunta dalle unità a terra.
Più a nord, nonostante il tentativo tedesco di ricostituire una linea di sbarramento lungo il fiume Bzura e Rawa, le formazioni corazzate della 2ª Armata corazzata della Guardia, rinforzata anche con il 1º Corpo meccanizzato del generale Semën Krivošein, continuarono ad avanzare con grande rapidità verso ovest e nord-ovest e occuparono Kutno e Gostynin. Senza fermarsi, i carri armati del generale Bogdanov infransero anche le difese tedesche sul fiume ghiacciato Noteć; il 12º Corpo corazzato delle guardie prese Inowrocław il 21 gennaio, mentre il 9º Corpo corazzato delle guardie del generale N. D. Venedeev attraversò sul ghiaccio i laghi della regione del Netze, marciò verso Szamocin e Piła e contemporaneamente occupò di sorpresa il 23 gennaio Bydgoszcz, a sole 40 miglia dal confine della Germania.
Contemporaneamente anche il maresciallo Konev aveva proseguito la sua avanzata; a partire dal 17 gennaio diresse una parte delle sue forze verso l'Oder di Breslavia e organizzò una complessa manovra per accerchiare e conquistare rapidamente l'importante regione industriale della Slesia evitandone la distruzione, come richiesto da Stalin. A questo scopo il generale Rybalko effettuò la difficile conversione da nord a sud della sua 3ª Armata corazzata della Guardia con l'obiettivo di discendere lungo la riva orientale dell'Oder in direzione di Katowice; nella manovra vennero anche impegnate a nord e nord-ovest la 21ª Armata del generale Gusev, rinforzata con il 31º Corpo corazzato e con il 1º Corpo di cavalleria delle guardie, la 59ª Armata del generale Korovnikov, il 4º Corpo corazzato delle guardie, mentre la 60ª Armata del generale Kurochkin aggirò la Slesia da sud. Più a nord il 20 gennaio i carri di Rybalko, ancor prima di girare verso sud, raggiunsero la frontiera del Reich a Namysłów, mentre il 23 gennaio anche la 13ª Armata del generale Puchov arrivò al confine tedesco a Milicz.
Furono le unità mobili del generale Leljušenko, comandante della 4ª Armata corazzata, che giunsero per prime all'Oder, dopo aver distrutto le riserve corazzate tedesche a Kielce; le brigate meccanizzate del 6º Corpo meccanizzato della Guardia del generale Puškarev avanzarono davanti ai fucilieri del generale Puchov, conquistarono il 22 gennaio Rawicz e la notte del 22-23 gennaio attraversarono di sorpresa il fiume, costituendo teste di ponte a Keben e Steinau; nello stesso momento anche la 5ª Armata della Guardia del generale Žadov superava l'Oder a Opole, organizzando una terza testa di ponte.
A nord continuava la marcia del 1º Fronte Bielorusso del maresciallo Žukov; ostacolata solo da una debole resistenza, la 1ª Armata corazzata della Guardia superò la linea fortificata di Międzyrzecz e continuò verso l'Oder di Kostrzyn nad Odrą, mentre sul fianco destro del fronte si schierarono la 3ª Armata d'assalto, la 47ª e 61ª Armata, il 2º Corpo di cavalleria e la 1ª Armata polacca per fronteggiare eventuali minacce dalla Pomerania. Il generale Čujkov invece, avanzando con la 8ª Armata della Guardia accanto ai carri del generale Katukov, si trovò di fronte alla difficile missione di conquistare d'assalto Poznań, un compito che si dimostrò subito impossibile, come il generale comunicò al maresciallo Žukov, di fronte alla forte guarnigione tedesca (60000 soldati) asserragliata nella fortezza secondo gli ordini di Hitler.
A dispetto delle continue vittorie e della situazione apparentemente molto favorevole, lo sviluppo delle operazioni presentava alcuni rischi per i sovietici a causa delle difficoltà in Prussia Orientale. La notte del 25 gennaio Stalin ebbe un importante colloquio telefonico con il maresciallo Žukov. Stalin apparve preoccupato per la situazione sul fianco destro esposto del 1º Fronte Bielorusso e per il ritardo dell'avanzata del maresciallo Rokossovskij; il dittatore prospettò la possibilità di una sosta per attendere le forze del maresciallo Rokossovskij e mantenere compatto lo schieramento sull'Oder. Il maresciallo Žukov insistette invece per avere l'autorizzazione a continuare ad avanzare subito fino all'Oder, e Stalin per il momento non replicò concludendo la conversazione solo con l'invito rivolto al maresciallo a "pensarci su".

### Conquista della Slesia e arresto sulla linea dell'Oder
La situazione venutasi a creare sul fronte della Prussia Orientale ebbe alla fine conseguenze decisive sugli sviluppi sulla linea dell'Oder e avrebbe provocato decisioni radicali da parte di Stalin e dello Stavka; come aveva evidenziato in sede di pianificazione iniziale il maresciallo Rokossovskij, a causa di errori operativi e della scarsa coordinazione dei movimenti del 1º e del 2º Fronte Bielorusso si venne a creare una situazione pericolosa su i fianchi scoperti di questi due raggruppamenti. In mancanza di una struttura di coordinamento e di precise direttive superiori, mentre il maresciallo Žukov era avanzato verso ovest-nord-ovest fino all'Oder, il maresciallo Rokossovskij era stato costretto, per mantenere il contatto con le forze del generale Černjachovskij sulla sua destra e per controbattere le manovre del Gruppo d'armate Centro, a concentrarsi verso nord e nord-est, creando quindi un varco sempre più ampio in Pomerania, ancora occupata in forze dal nemico e in via di potenziamento con rinforzi provenienti dalla Curlandia e da altri fronti.
Inoltre le forze del 2º Fronte Bielorusso del maresciallo Rokossovskij vennero messe in difficoltà dal tentativo del generale Reinhardt, comandante del Gruppo d'armate Centro, di sfuggire all'accerchiamento in Prussia Orientale e, contraddicendo gli ordini di Hitler di resistenza ad oltranza sul posto, aprirsi un varco verso ovest in direzione di Danzica. Il 26 gennaio infatti il generale Hossbach, alla testa della 4ª Armata, sferrò un pericoloso attacco con il 26º Corpo d'armata che colse di sorpresa alcuni reparti sovietici, i tedeschi si fecero strada verso ovest in mezzo alle tormente di neve e giunsero fino a 20 chilometri da Elbing dove resistevano ancora forze della 2ª Armata tedesca schierate in Pomerania.
La situazione ebbe nuovi drammatici sviluppi a causa dell'intervento diretto di Hitler che, allertato dal Gauleiter della Prussia Orientale Erich Koch sulle manovre di Reinhardt e Hossbach che sembravano preludere a un'evacuazione del territorio tedesco e un abbandono delle popolazioni, destituì bruscamente i due generali, che furono sostituiti rispettivamente dai generali Lothar Rendulic e Friedrich-Wilhelm Müller, e impose di abbandonare i tentativi di ritirata e riprendere la difesa ad oltranza del territorio prussiano. In questo modo la 4ª Armata rifluì verso est e si concentrò, insieme alle divisioni della 3ª Panzerarmee in una testa di ponte tra Königsberg e Heiligebeil, mentre centinaia di migliaia di profughi tedeschi tentavano di trovare scampo, dopo aver abbandonato le loro case di fronte all'avanzata dei sovietici, sulla costa baltica in attesa delle navi della Kriegsmarine.
Mentre proseguiva la dura battaglia in Prussia Orientale, il maresciallo Žukov continuava, nonostante i dubbi di Stalin, a spingere in avanti le sue unità corazzate di punta: i carri del generale Bogdanov attraversarono il 26 gennaio la frontiera tedesca, mentre la 1ª Armata corazzata della Guardia del generale Katukov superò i deboli sbarramenti nemici sul Netze e sull'Obra e si avvicinò a Francoforte sull'Oder. Il generale Čujkov invece, dopo aver aggirato la fortezza di Poznań, solidamente difesa dalla forte guarnigione tedesca, attraversò la Warte. Il 29 gennaio le unità di fucilieri di testa della 5ª Armata d'assalto del generale Berzarin furono le prime truppe sovietiche del 1º Fronte Bielorusso a raggiungere e superare l'Oder: piccole teste di ponte furono conquistate di sorpresa a Kienitz, Neuendorf e Refeld. Alle ore 10.00 del mattino del 31 gennaio arrivarono all'Oder i carri della 219ª Brigata corazzata del colonnello Jaŭsej Ryhoravič Vajnrub<!-Яўсей Рыгоравіч Вайнруб-->, elemento di testa del 1º Corpo meccanizzato della 2ª Armata corazzata della Guardia del generale Bogdanov, e il giorno seguente altre brigate meccanizzate di allinearono sulla riva orientale del fiume nei sobborghi orientali di Kostrzyn nad Odrą.
Nel pomeriggio del 1º febbraio giunsero sul fiume prima la 20ª Brigata meccanizzata della Guardia dell'8º Corpo meccanizzato della Guardia (appartenente alla 1ª Armata corazzata della Guardia del generale Katukov) e poi la 40ª Brigata corazzata della Guardia, mentre la 1ª Brigata corazzata della Guardia, a corto di munizioni e carburante, dovette fermarsi sul vecchio campo di battaglia di Kunersdorff. Fu invece il colonnello Gusakovskij, alla testa dei suoi carri armati (44ª Brigata corazzata della Guardia dell'11º Corpo carri della Guardia) che raggiunse l'area di Francoforte sull'Oder il 2 febbraio e attraversò il fiume, portandosi a 80 chilometri da Berlino. Sempre il 2 febbraio il generale Čujkov fece il suo primo tentativo di attraversare il fiume nei sobborghi meridionali di Kostrzyn nad Odrą con il 4º Corpo di fucilieri della Guardia, ma si trovò in difficoltà a causa della mancanza di equipaggiamenti da ponte, del sottile strato di ghiaccio e degli interventi imprevisti dei cacciabombardieri della Luftwaffe che inflissero perdite e danni. Con l'aiuto di cannoni contraerei il 3 febbraio il generale Čujkov riuscì a respingere gli attacchi e a costituire una piccola testa di ponte che, in mancanza di equipaggiamenti, non poté rinforzare con mezzi corazzati e cannoni.
Nell'ultima settimana di gennaio il maresciallo Konev completò con pieno successo le sue operazioni sulla linea dell'Oder, a sud delle posizioni raggiunte dal 1º Fronte Bielorusso, e in Slesia. Sulla linea dell'Oder vennero costituite dopo duri combattimenti due ampie teste di ponte nella regione di Ścinawa, da parte della 4ª Armata corazzata del generale Leljušenko e della 3ª Armata della Guardia del generale Gordov, e a Brzeg, tra Breslavia e Opole, da parte di reparti della 21ª Armata del generale Gusev, rafforzata da reparti della 5ª Armata della Guardia e della 13ª e 52ª Armata. In Slesia il maresciallo Konev riuscì a eseguire la missione richiesta da Stalin e a occupare il prezioso bacino industriale impedendone la distruzione da parte dei tedeschi; alcuni reparti della 21ª Armata attaccarono frontalmente e conquistarono Gliwice, mentre il generale Pavel Rybalko riuscì a riorientare la sua 3ª Armata corazzata della Guardia verso. I carri sovietici avanzarono rapidamente sommariamente camuffati con tendaggi bianchi catturati in una vicina fabbrica di tessuti. Guidati dalla 55ª e 51ª Brigata corazzata della Guardia, il 7º Corpo carri della Guardia e il 6º Corpo carri della Guardia raggiunsero l'Oder a sud di Opole il 24 gennaio; il generale Rybalko quindi deviò verso sud-est per tagliare fuori le truppe tedesche in Slesia, organizzando uno scaglione di punta con le sue riserve del 9º Corpo meccanizzato.

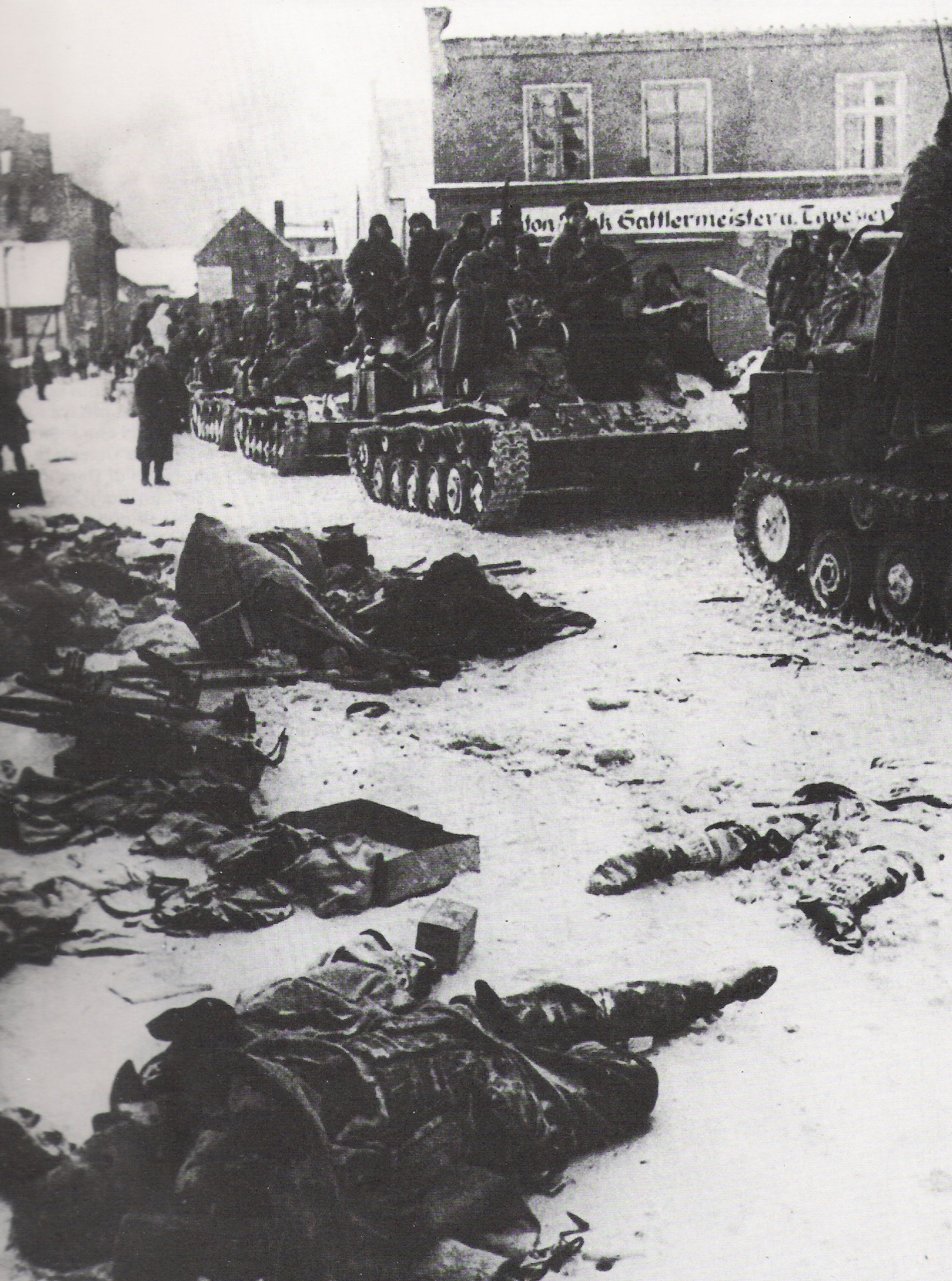
Le colonne meccanizzate dell'Armata Rossa entrano in una cittadina tedesca nell'inverno 1944.

Nel frattempo, mentre la 21ª Armata del generale Gusev, dopo la presa di Gleiwitz, conquistava anche Katowice e Bytom, nel settore meridionale la 59ª e la 60ª Armata avanzarono a loro volta per chiudere la manovra a tenaglia e accerchiare tutto il raggruppamento tedesco in Slesia costituito dalla 17ª Armata, tra cui due Panzer-Division, alle dipendenze del Gruppo d'armate A passato al comando del tenace e duro generale Schörner. Il 27 gennaio queste armate raggiunsero Rybnik su cui stavano anche dirigendo i carri armati del generale Rybalko provenienti da nord-ovest. Quello stesso giorno i soldati della 60ª Armata del generale Kuročkin liberarono il campo di concentramento e sterminio di Auschwitz dove trovarono pochi sopravvissuti e i macabri resti dell'annientamento di un milione di ebrei da parte della macchina di distruzione nazista.
Il generale Schörner, incapace di fermare il nemico e temendo un accerchiamento delle sue truppe, riuscì a convincere Hitler della gravità della situazione; il Führer sorprendentemente autorizzò la ritirata dalla Slesia senza combattere e quindi la regione industriale cadde in mano sovietica quasi intatta. Secondo i piani del maresciallo Konev, la 3ª Armata corazzata della Guardia e la 60ª Armata si congiunsero e solo una parte delle truppe tedesche riuscì a sfuggire all'accerchiamento e a ripiegare verso sud-ovest.
Contemporaneamente alla conquista della Slesia il maresciallo Konev potenziò il suo fianco destro a contatto con le forze del 1º Fronte Bielorusso per costituire una solida base di partenza sull'Oder per la marcia su Berlino; violenti scontri si prolungarono nella testa di ponte di Ścinawa dove i reparti della 13ª Armata e della 3ª Armata della Guardia dovettero respingere una serie di contrattacchi del 24º Panzerkorps e del 42º Corpo d'armata, appena arrivati in questo settore dopo la loro lunga ed estenuante ritirata. Nell'ultima settimana di gennaio infatti le "sacche mobili" dei generali Nehring e von Saucken, che raggruppavano i resti del 24º Panzerkorps e del Panzerkorps Großdeutschland, riuscirono a sfuggire al nemico e, dopo aver raccolto lungo la strada molti gruppi sbandati tedeschi, rientrarono nelle linee principali della Wehrmacht oltre l'Oder al termine di una sfibrante marcia nella neve completamente isolati. Questi reparti che avevano mantenuto la coesione e conservato una parte de loro equipaggiamento, furono subito impiegati dal comando tedesco per sbarrare la linea dell'Oder.
Lungo l'Oder le armate del maresciallo Konev riuscirono a difendere la testa di ponte di Ścinawa e a consolidare quella a sud di Breslavia ma, a corto di carburante e di equipaggiamenti, iniziarono a dare segno di indebolimento, mentre i tedeschi mantennero il possesso di Głogów e soprattutto organizzarono a Breslavia, al comando del duro Gauleiter Karl Hanke, una solida posizione difensiva che, pur accerchiata, respinse tutti gli attacchi.

### La decisione di Stalin
Di fronte all'evoluzione disastrosa delle operazioni, al crollo della linea della Vistola e alla situazione sempre più difficile del Gruppo d'armate Centro in Prussia Orientale, Hitler e il generale Guderian, capo di stato maggiore dell'OKH, improvvisarono, nella seconda metà del mese di gennaio, una serie di misure di emergenza per arrestare l'avanzata sovietica e proteggere la Germania orientale e la capitale Berlino. In un primo momento in realtà Hitler continuò a interessarsi anche della situazione in Ungheria e confermò la nuova offensiva del 4º Panzerkorps-SS (con due divisioni corazzate Waffen-SS) su Budapest (operazione Konrad) che, iniziata il 18 gennaio mentre stava crollando il fronte della Vistola, mise in un primo momento in difficoltà i sovietici. Inoltre Hitler confermò anche, contro il parere del generale Guderian, il trasferimento della 6ª Panzerarmee-SS (con quattro divisioni corazzate Waffen-SS) dalle Ardenne sul Danubio.
Il 22 gennaio finalmente Hitler e l'OKW disposero il trasferimento di notevoli forze del fronte occidentale verso l'Oder su cui stavano marciando le armate corazzate sovietiche: il quartier generale del 39º Panzerkorps, la 21. Panzer-Division, le due brigate meccanizzate del Führer (Führer Begleit Brigade e Führer Grenadier Brigade), la 25ª Panzergrenadier-Division, due divisioni di fanteria e un corpo di artiglieria pesante furono ritirati dall'ovest e inviati con urgenza all'est; poco dopo anche la 10. SS-Panzer-Division "Frundsberg", che impegnata in Alsazia aveva appena inflitto una sconfitta alla 12th Armoured Division americana a Herrlisheim, sarebbe stata ritirata e inviata sull'Oder.

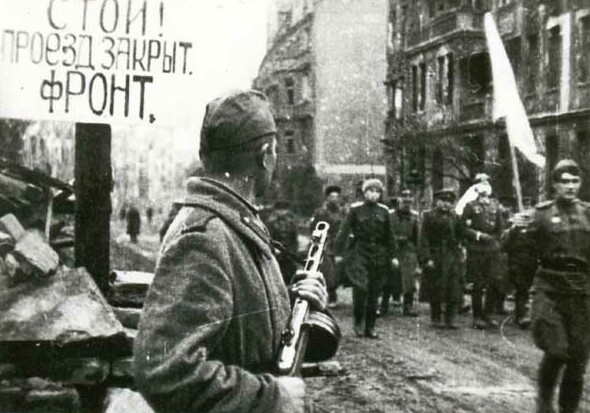
I soldati dell'Armata Rossa occupano Breslavia il 6 maggio 1945.

Contemporaneamente l'alto comando tedesco iniziò a evacuare via mare una parte delle forze tedesche del Gruppo d'armate Nord isolate in Curlandia: partirono alcune divisioni di fanteria, la 4. Panzer-Division (che venne trasportata in Prussia Orientale) e le due divisioni Waffen-SS del 3º Panzerkorps-SS del generale Felix Steiner che furono trasferite in Pomerania; altri battaglioni di fanteria erano in arrivo dalla Danimarca. Il 24 gennaio si procedette a una riorganizzazione globale dello schieramento della Wehrmacht sul fronte orientale; venne quindi costituito un nuovo gruppo d'armate per difendere la linea dell'Oder, il Gruppo d'armate Vistola, costituito con i resti della 9ª Armata del generale Busse, rinforzati dalle divisioni provenienti dall'ovest, e dal quartier generale della 3ª Panzerarmee ritirato dalla Prussia Orientale e potenziato con le forze provenienti dal Baltico. Reparti improvvisati di Volkssturm e Gioventù hitleriana vennero schierati in posizioni difensive, mentre anche una parte dell'artiglieria contraerea pesante di Berlino venne trasferita sull'Oder per contrastare in funzione anticarro le forze corazzate dell'Armata Rossa.
Inoltre si procedette a ridenominare i gruppi d'armate del fronte orientale: il Gruppo d'armate Nord, isolato nel Baltico, divenne il Gruppo d'armate Curlandia al comando del generale Hilpert, il Gruppo d'armate Centro del generale Rendulic asserragliato in Prussia Orientale, divenne Gruppo d'armate Nord, mentre il Gruppo d'armate A del generale Schörner, in difesa di Sassonia e Boemia, assunse il nome di Gruppo d'armate Centro. Un forte contrasto sorse invece tra Hitler e il generale Guderian riguardo alla scelta del comandante del nuovo Gruppo d'armate Vistola; contrariamente al capo di stato maggiore dell'OKH che voleva assegnare il comando al generale Maximilian von Weichs, Hitler assegnò la guida del gruppo d'armate a Heinrich Himmler, capo delle SS e responsabile del Ersatzheer (le forze di riserva), ma privo di preparazione militare specifica. Il generale Guderian inoltre propose misure radicali per rafforzare la difesa della Germania: evacuazione di Norvegia e Italia e abbandono della testa di ponte in Curlandia, ma Hitler, deciso a difendere per ragioni politico-militari i residui territori occupati, respinse bruscamente tutte queste richieste.
Nell'ultima settimana di gennaio il maresciallo Žukov e il maresciallo Konev, ancora ottimisti sugli sviluppi generali della situazione, iniziarono a pianificare il proseguimento dell'offensiva verso Berlino, distante solo 80 chilometri dalla testa di ponte sovietica a sud di Kostrzyn nad Odrą. In questa fase le considerazioni dei due generali erano sostanzialmente condivise anche dai quartier generali di Mosca; il 19 gennaio lo Stavka studiò sulla carta l'attacco diretto alla capitale tedesca e il 27 e il 29 gennaio Stalin approvò i progetti di offensiva presentati dal 1º Fronte Bielorusso e dal 1º Fronte Ucraino. I piani del maresciallo Žukov prevedevano, dopo una breve fase di concentramento e riorganizzazione, di attaccare in massa la linea dell'Oder il 1º o il 2 febbraio e di convergere su Berlino da nord-ovest e da nord-est con la 2ª Armata corazzata della Guardia e la 1ª Armata corazzata della Guardia. A sua volta il maresciallo Konev avrebbe aggirato e conquistato la fortezza di Breslavia entro il 5 febbraio per poi raggiungere il fiume Elba il 25 o 26 febbraio; in una seconda fase le armate del fianco destro avrebbero coordinato le loro azioni con il 1º Fronte Bielorusso per l'attacco su Berlino, mentre le forze del fianco sinistro avrebbero marciato su Dresda.
In realtà la situazione stava diventando progressivamente più confusa e lo Stavka stava cominciando a manifestare nervosismo di fronte alle crescenti difficoltà: le armate dei marescialli Žukov e Konev avevano raggiunto posizioni ad oltre 600 chilometri dalle basi di partenza e stavano sorgendo grandi problemi logistici per i rifornimenti di carburante e munizioni; le colonne corazzate arrivate all'Oder erano ridotte di numero a causa del logorio meccanico dei mezzi. Inoltre lo stesso maresciallo Žukov il 31 gennaio si allarmò per i suoi fianchi scoperti e sollecitò lo Stavka a coordinare meglio le operazioni spingendo soprattutto il maresciallo Rokossovskij ad allinearsi con le sue posizioni. In realtà l'enorme varco tra la destra del 1º Fronte Bielorusso e la sinistra del 2º Fronte Bielorusso in azione in Prussia Orientale era al momento incolmabile e il maresciallo Žukov dovette quindi dirottate la 47ª Armata per ricercare il collegamento con il maresciallo Rokossovskij.

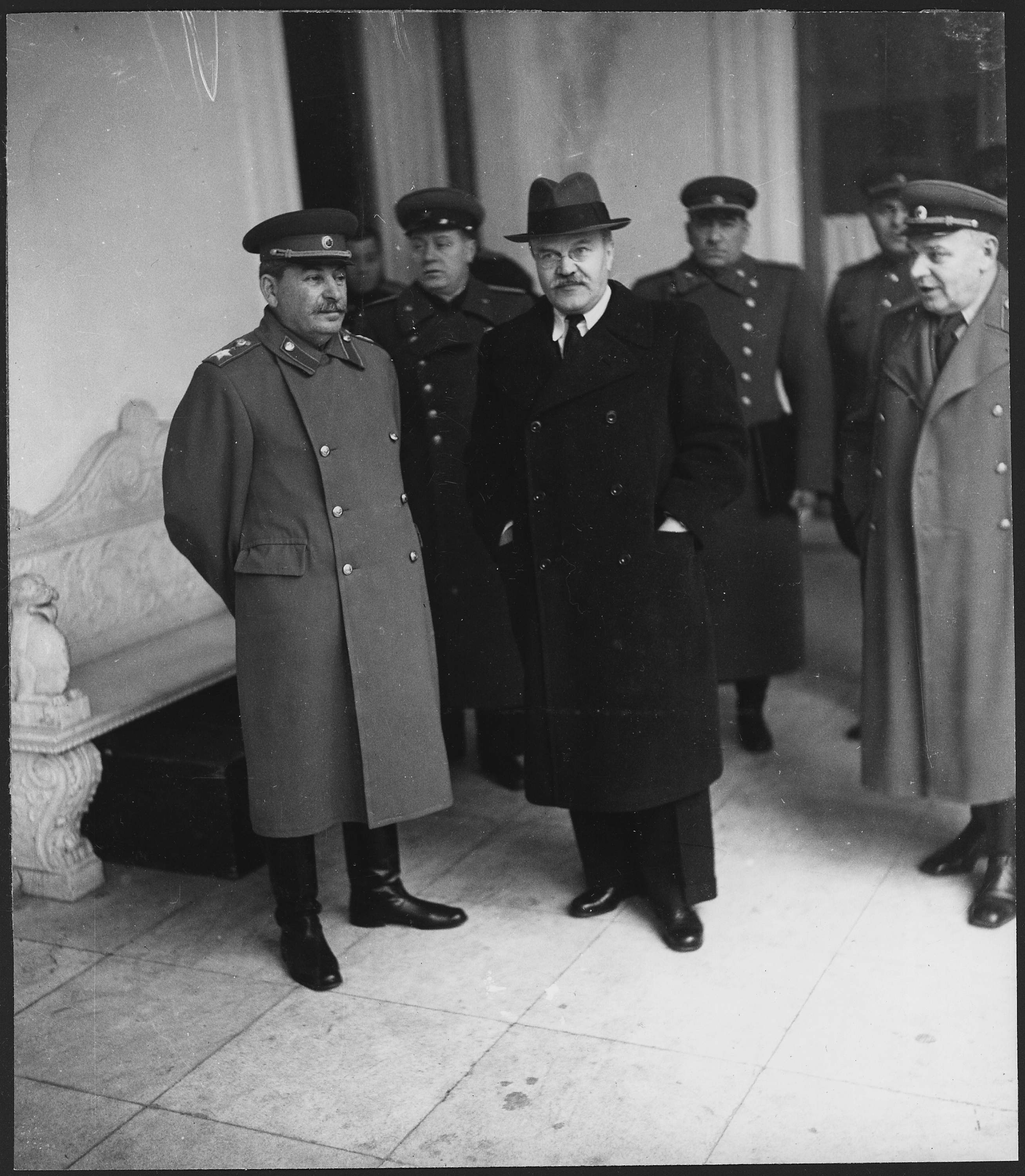
Stalin e Vjaceslav Molotov durante la conferenza di Jalta nel febbraio 1945.

Inoltre il 1º Fronte Bielorusso dovette impiegare una parte delle sue forze per investire e accerchiare le numerose guarnigioni tedesche lasciate indietro nelle "fortezze" del Führer: la 1ª Armata polacca, la 3ª Armata d'assalto e la 61ª Armata lasciarono una parte delle loro forze a Piła e altri capisaldi; la 5ª Armata d'assalto fu impegnata nell'assedio di Kostrzyn nad Odrą, mentre l'8ª Armata della Guardia del generale Čujkov e la 69ª Armata impiegarono alcuni reparti contro la fortezza di Poznań. Di conseguenza sull'Oder il maresciallo Žukov ebbe a disposizione solo elementi di quattro armate di fucilieri e due armate corazzate indebolite; la stessa 8ª Armata della Guardia era scesa al 50% delle sue forze, mancava di munizioni e artiglieria, mentre il sostegno aereo era molto ridotto a causa delle difficoltà logistiche. La Luftwaffe stava invece concentrando tutte le sue forze per attaccare le punte avanzate sovietiche sull'Oder. Erano infine evidenti i segni del continuo rafforzamento delle difese tedesche sia sulla "direttrice di Berlino" sia nella Pomerania orientale, da dove minacciavano il fianco destro del 1º Fronte Bielorusso.
Nonostante questi problemi, il maresciallo Žukov diramò alla fine di gennaio un'orientirovka - una descrizione generale delle missioni assegnate alle varie armate del suo fronte - che, dopo aver correttamente individuato l'arrivo delle divisioni tedesche di rinforzo dal fronte occidentale, prevedeva ugualmente un attacco immediato con l'obiettivo di conquistare Berlino entro il 15-16 febbraio. Ben presto questi ottimistici progetti sarebbero stati completamente messi da parte dalle decisioni di Stalin. Il dittatore dal 2 febbraio era impegnato a Jalta nella decisiva conferenza con i suoi alleati anglo-americani e dovette anche considerare le implicazioni di alta politica internazionale delle operazioni dell'Armata Rossa. In una situazione internazionale difficile e complessa, con fondamentali accordi da concludere su argomenti di grande importanza per l'assetto post-bellico del mondo, Stalin, preoccupato da considerazioni strategiche legate alle difficoltà logistiche delle sue armate e ai segni di un rafforzamento tedesco, preferì non correre rischi e arrestare l'offensiva sulla linea dell'Oder, sospendendo l'attacco immediato su Berlino.
Il generale Čujkov, nelle sue memorie, ha criticato questa decisione sottolineando l'occasione persa di fronte a difese tedesche non ancora consolidate. In sede storica peraltro la decisione di Stalin è stata ritenuta corretta; Stalin verosimilmente fu influenzato anche da considerazioni politiche, non volendo il dittatore rischiare una sconfitta alle porte di Berlino, dopo aver appena ottenuto una schiacciante e impressionante vittoria strategica. Un rovescio sull'Oder o in Pomerania, ritenuto ancora possibile vista la capacità della Wehrmacht di sferrare pericolosi contrattacchi come nelle Ardenne, in Alsazia d in Ungheria, avrebbe potuto indebolire la posizione contrattuale di Stalin nel corso dei negoziati di Yalta.

## Combattimenti in Prussia e Pomerania

### Tentativo di contrattacco tedesco

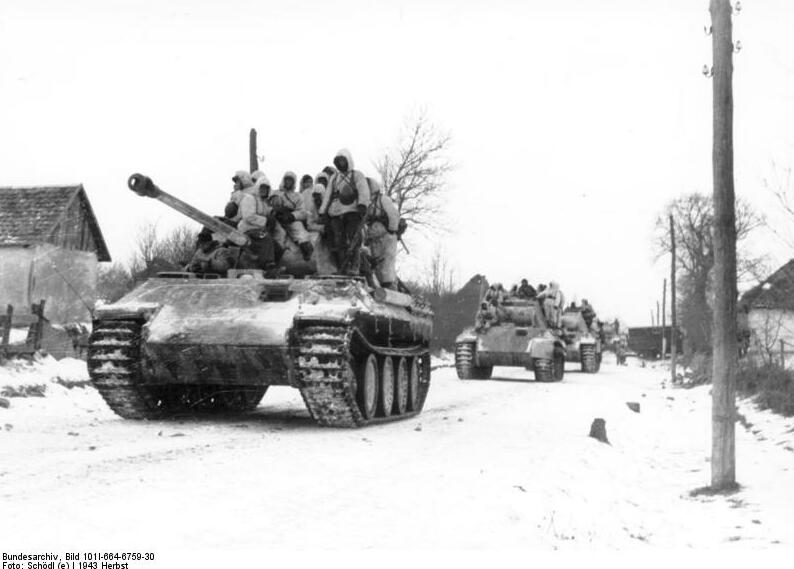
Colonna di carri Panther sul fronte orientale.

Nella prima settimana di febbraio, mentre Stalin e l'alto comando sovietico prendevano la decisione di arrestare l'offensiva sull'Oder, il generale Guderian a sua volta propose a Hitler una controffensiva a partire dalla Pomerania per alleggerire la situazione e mettere in difficoltà il fianco destro scoperto del 1° Fronte Bielorusso. Dopo una serie di contrasti tra il Führer e il capo di stato maggiore dell'OKH sugli obiettivi dell'operazione e sulla scelta del comandante incaricato, il 16 febbraio il generale Walther Wenck sferrò l'operazione Solstizio: dopo qualche successo e la riconquista di Stargard, già il 17 febbraio il generale Wenck fu ferito e sostituito dal generale Hans Krebs. Le truppe tedesche non riuscirono ad arrestare il contrattacco sovietico e furono ricacciate oltre le posizioni di partenza. L'attacco si concluse con un fallimento, ma confermò le apprensioni del comando sovietico costringendo il maresciallo Žukov a trasferire una parte delle sue forze a nord per rafforzare il settore della pomerano abbandonando ogni progetto di attacco immediato a Berlino.
In questa fase quindi la massa delle armate corazzate del 1º Fronte Bielorusso venne raggruppata sul fianco destro per collaborare con il 2º Fronte Bielorusso e sconfiggere le forze tedesche in Prussia Orientale e Pomerania; contemporaneamente il maresciallo Konev portò a termine una serie di operazioni per allineare le sue armate al fianco sinistro del maresciallo Žukov e raggiungere la linea del fiume Neiße. Dopo costosi e prolungati scontri con le forze del Gruppo d'armate Centro del generale Schörner, i sovietici riuscirono ad avanzare fino al Neisse.

### Battaglie ad oltranza nel territorio tedesco

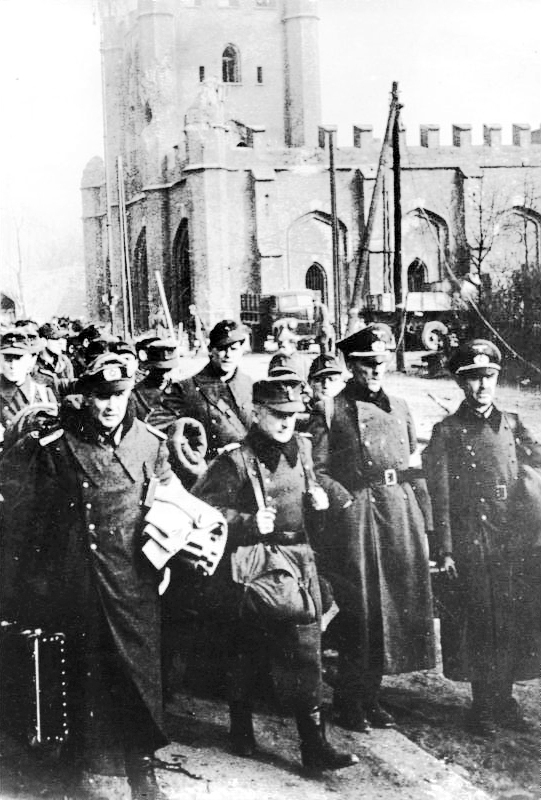
Resa delle truppe tedesche a Königsberg il 9 aprile 1945.

Il 24 febbraio i marescialli Žukov e Rokossovskij, dopo un complesso ridispiegamento di forze, sferrarono l'offensiva in Pomerania orientale contro le deboli forze tedesche della 3ª Panzerarmee e della 2ª Armata. La potenza delle unità sovietiche portò allo sfondamento delle linee tedesche, nonostante la tenace resistenza: il 28 febbraio il 1° Fronte Bielorusso raggiunse il Baltico isolando una parte delle forze nemiche, la battaglia continuò molto aspra per settimane, mentre la Kriegsmarine intervenne per appoggiare con il fuoco dei cannoni le truppe tedesche ed evacuare migliaia di profughi civili in fuga. Gdynia fu conquistata solo il 28 marzo e Danzica il 30 marzo, 50000 uomini della 3ª Panzerarmee riuscirono a ripiegare l'11 marzo sull'isola di Jomsborg, mentre i resti della 2ª Armata, passata al comando del generale von Saucken, avrebbero resistito sulla penisola di Hela fino al 9 maggio 1945.
Ancora più duri e prolungati furono i combattimenti in Prussia Orientale, in questa regione i soldati tedeschi si batterono con grande tenacia sfruttando le difficoltà del terreno boscoso e paludoso e le solide fortezze prussiane; migliaia di civili tedeschi abbandonarono le loro case per sfuggire alla temuta vendetta dell'Armata Rossa, le navi della Kriegsmarine eseguirono con successo numerose operazioni di evacuazione portando in salvo 300000 soldati e 962000 civili. Il maresciallo Aleksandr Vasilevskij prese il comando del 3° Fronte Bielorusso al posto del generale Černjachovskij, ucciso sul campo il 18 febbraio, e condusse la battaglia finale caratterizzata da una lenta avanzata, dalle pesanti perdite e dall'impiego di grande potenza di fuoco di artiglieria per distruggere i centri di resistenza tedeschi. Il 25 marzo le forze sovietiche raggiunsero la Laguna della Vistola e divisero le forze della 4ª Armata tedesca in due sacche, una intorno a Königsberg, e l'altra a Braunsberg-Heiligenbeil. Quest'ultima si arrese il 30 marzo, mentre Königsberg venne attaccata in forze il 6 aprile e si arrese il 9 aprile, gli ultimi reparti tedeschi si asserragliarono fino alla fine nella penisola di Samland. Si trattò di operazioni lunghe e costose, l'Armata Rossa subì la perdita di quasi 600000 soldati morti solo per conquistare i territori pomerani e prussiani.
Nel frattempo anche le ultime fortezze tedesche erano cadute in mano dei sovietici: il 24 febbraio Poznań si arrese dopo una tenace resistenza; Piła e Wałcz furono conquistate, mentre la piazzaforte di Głogów, investita il 13 febbraio, capitolò il 2 aprile; solo il 6 maggio venne invece conquistata Breslavia.

## Bilancio
(Parole rivolte da Stalin al maresciallo Žukov durante un colloquio a Mosca la prima settimana del marzo 1945)
Fin dal 17 gennaio il premier britannico Churchill aveva inviato un messaggio di congratulazioni a Stalin, ringraziandolo "dal profondo del cuore" per aver sferrato in anticipo la grande offensiva sulla Vistola, dopo la sua sollecitazione del 6 gennaio, e parlando in termini entusiastici dell'"immenso attacco sferrato sul fronte orientale"; il dittatore sovietico in un ordine del giorno speciale in febbraio enfatizzò il ruolo decisivo della vittoria sovietica che aveva "ostacolato l'offensiva tedesca d'inverno in occidente...e permesso alle armate dei nostri alleati di sferrare, a loro volta, un'offensiva contro i tedeschi".

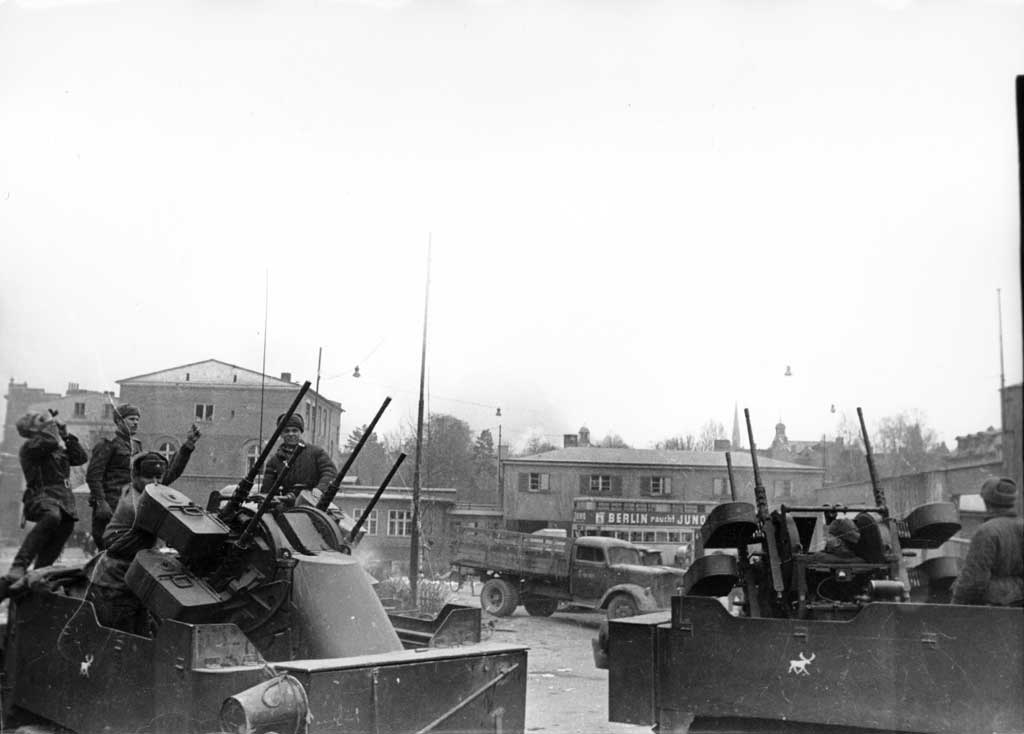
Truppe sovietiche a Danzica nel marzo 1945.

Il trentesimo giorno dell'offensiva, 10 febbraio, l'alto comando sovietico annunciò che dall'inizio dell'offensiva sulla Vistola, i tedeschi avevano subito la perdita di 295000 uomini, 15000 cannoni, 34000 veicoli, 2955 mezzi corazzati, 552 aerei; i russi calcolavano inoltre di aver catturato 86000 soldati nemici. Questi dati statistici sono stati messi in dubbio da alcune fonti, sembra comunque che le armate tedesche impegnate contro i fronti del marescialli Konev e Žukov subirono almeno 300000 perdite entro il 4 febbraio 1945; in meno di un mese, le divisioni tedesche operative sul fronte orientale scesero, a causa delle perdite da 164 a 135.
L'operazione Vistola-Oder fu tra le più grandi e potenti operazioni offensive sferrate dall'Armata Rossa e ottenne importanti risultati strategici, infliggendo gravi perdite alle residue forze tedesche sul fronte orientale, costringendo Hitler e il comando tedesco ad abbandonare ulteriori progetti offensivi all'ovest e a improvvisare un ultimo schieramento difensivo alla porte di Berlino, influendo infine anche sull'assetto politico-geografico post-bellico. L'Armata Rossa occupò l'intera Polonia dove insediò progressivamente la sua struttura di potere comunista, estromettendo le autorità del governo polacco di Londra e raggiunse la linea Oder-Neiße su cui Stalin intendeva ancorare il nuovo confine tedesco orientale. Dal punto di vista politico e propagandistico la grande vittoria diede importanti vantaggi al dittatore sovietico nelle trattative con i suoi alleati occidentali, fornendo una chiara dimostrazione della potenza delle forze militari dell'Unione Sovietica. Dal punto di vista strategico tuttavia gli obiettivi più ambiziosi non furono raggiunti e la capitale tedesca non venne conquistata già in febbraio.
Il prolungamento della resistenza nemica in Prussia Orientale, Pomerania, Slesia e Oder costò mesi di dure battaglie con pesanti perdite e disorganizzò lo schieramento sovietico. Inoltre il ritardo imposto dall'accanita resistenza tedesca rischiò di provocare un disastro politico per Stalin; negli ultimi mesi della guerra si moltiplicarono i segnali di possibili tentativi segreti tedeschi di trattativa con gli alleati occidentali e la resistenza della Wehrmacht all'ovest crollò, permettendo agli anglosassoni di avanzare con facilità nel cuore della Germania e di raggiungere il 12 aprile il fiume Elba. Stalin fu costretto ad accelerare al massimo il suo attacco finale a Berlino; l'ultima offensiva venne quindi organizzata nella fretta in soli quindici giorni dal 1º aprile e venne condotta in massa con errori tattici che costarono altre perdite anche se permisero all'Armata Rossa di conquistare la capitale di Hitler e di raggiungere gli obiettivi politico-strategici finali anticipando gli alleati occidentali.

## Violenze sui civili ed esodo della popolazione tedesca

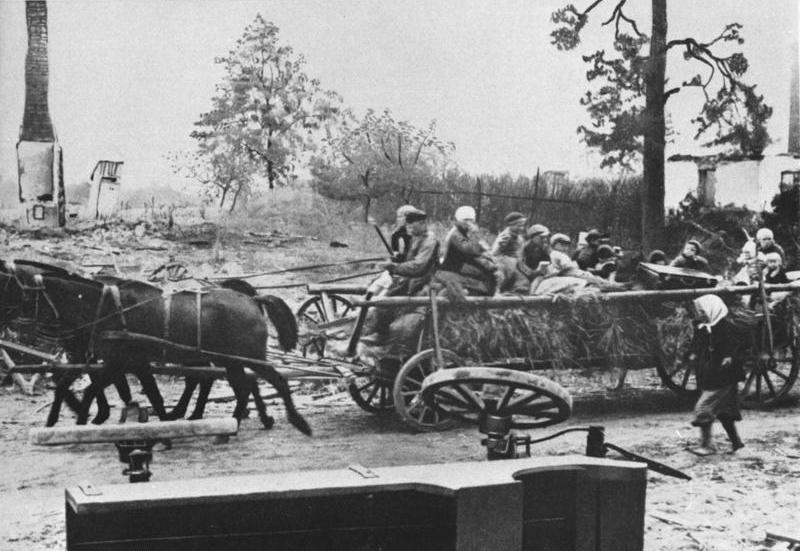
Profughi tedeschi in Prussia Orientale.

La grande avanzata sovietica dell'inverno 1945 e i prolungati combattimenti in Prussia Orientale e Pomerania provocarono il panico tra la popolazione tedesca di antico stanziamento e tra i tedeschi "etnici" recentemente trasferiti in alcune regioni, di cui il regime nazista prevedeva la "germanizzazione". Consapevoli del pericolo rappresentato dalle vendette e rappresaglie su beni e persone dei soldati dell'Armata Rossa in arrivo, i civili abbandonarono in massa nella disorganizzazione le loro case e si misero in marcia a piedi o con modesti mezzi in un clima invernale con temperature molto rigide. È stato calcolato che circa otto milioni di tedeschi fuggirono all'ovest fino al maggio 1945, in parte anche via mare grazie ai trasporti organizzati dalla Kriegsmarine.
I soldati sovietici, che già nell'ottobre 1944 si erano abbandonati a violenze e devastazioni appena arrivati sul suolo tedesco, ripeterono questo comportamento durante la grande avanzata invernale: si verificarono distruzioni, uccisioni sommarie, bombardamenti sui civili, vendette, violenze, stupri di massa. Desiderosi di vendicare l'enorme numero di morti civili e distruzioni subite a causa della lunga e devastante occupazione tedesca delle regioni occidentali dell'Unione Sovietica ed esacerbati dalle continue perdite nei violenti combattimenti, i soldati dell'Armata Rossa, sollecitati inoltre dalla propaganda a dimostrarsi spietati con il nemico, si vendicarono sanguinosamente. Si verificarono numerosi episodi di atrocità, ferocia e saccheggi. Lo stesso Stalin, al corrente del comportamento dei suoi soldati, si dimostrò benevolo e realista in un colloquio con Milovan Đilas, comprendendo il loro desiderio di bottino e vendetta.
Le violenze furono così diffuse, in particolare tra le truppe di seconda linea reclutate nelle repubbliche sovietiche asiatiche, che si ebbero timori di disorganizzazione e scadimento della disciplina nei reparti. Stalin e la dirigenza sovietica infine intervennero per ridurre le violenze, preoccupati per la coesione delle truppe e per le ripercussioni sull'atteggiamento delle popolazioni tedesche nei confronti dei reparti sovietici destinati a occupare la Germania orientale.